# DR-Baureihe 130
Die Diesellokomotiven der Baureihe 130 (ab 1992: 230), 131 (231), 132 (232, 233, 234, 241 und 754) und 142 (242) wurden ab 1970 aus der Sowjetunion in die DDR importiert und bei der Deutschen Reichsbahn für den Personen- und Güterverkehr in Dienst gestellt. Die Lokomotiven sind mit einer bis dahin bei den deutschen Bahnen weniger üblichen dieselelektrischen Kraftübertragung ausgerüstet. Das Baumuster wurde noch als V 300 001 auf der Leipziger Messe vorgestellt, es gelangte mit dieser Nummer jedoch nicht in den Betriebseinsatz.
Zwischen 1970 und 1982 wurden insgesamt 873 Lokomotiven in Dienst gestellt, wobei Maschinen der Baureihe 132 mit Versorgungsmöglichkeit für die Zugsammelschiene und einer zulässigen Geschwindigkeit von 120 km/h den weitaus größten Anteil bildeten. Die Deutsche Reichsbahn setzte für die Lokomotiven eine „normative Nutzungsdauer“ von 20 Jahren an. Sie plante daher für die 1990er-Jahre eine Generalreparatur der Baureihen-Familie und suchte Ende der 1980er-Jahre intensiv nach einem geeigneten Ersatz-Motor. Nach 1990 kam die Bezeichnung „Ludmilla“ auf. Fälschlicherweise wird die Baureihe 130 auch „Taigatrommel“ genannt; diese Bezeichnung galt ursprünglich allerdings der älteren DR-Baureihe V 200 (Baureihe 120). Heute sind bei der Deutschen Bahn nur noch aus der Baureihe 132 hervorgegangene Fahrzeuge im Einsatz.

## Hintergrund und Geschichte
In den 1960er Jahren entwickelte sich die Eisenbahn in der DDR zu einem leistungsfähigen Transportmittel. Zwar war es gelungen, die Vorkriegsbaureihen der Elektrolokomotiven mit leistungsfähigen Nachfolgebaureihen zu ergänzen, die Elektrifizierung weiterer Bahnstrecken nordöstlich einer Linie Magdeburg–Bitterfeld–Dresden stagnierte jedoch. Ab 1950 ließ die Deutsche Reichsbahn außerdem, um dem eklatanten Lokomotivmangel und einer Vielzahl an Dampflok-Altbaureihen und Unterbaureihen zu begegnen, zunächst noch einige neue oder modernisierte Baureihen von Dampflokomotiven entwerfen und ab Ende 1952 bauen. Während noch Dampflokomotiven produziert wurden, übergab die Reichsbahn Mitte der 1950er Jahre ihr Forderungsprogramm für Großdiesellokomotiven an die Hauptverwaltung Lokomotiv- und Waggonbau.
Der Ministerrat der DDR beschloss 1966, der Traktionswandel in der DDR solle vor allem durch Diesellokomotiven erfolgen. Die Deutsche Reichsbahn war ihrerzeit in einer misslichen Lage:
Einerseits war es erforderlich, den überalterten, wartungs- und personalintensiven Dampflokomotivpark in absehbarer Zeit durch moderne Traktionsmittel zu ersetzen. Für eine schon damals sinnvolle umfangreiche Streckenelektrifizierung fehlte es der DDR neben Baukräften und Material an Kraftwerkskapazitäten, was sich so schnell auch nicht beseitigen ließ. Aufgrund der Auslastung der Industrie wäre der Aufbau einer zentralen Bahnstromversorgung im Norden zu diesem Zeitpunkt auch problematisch gewesen. 16 2⁄3-Hz-Bahnstromgeneratoren wurden zudem in der DDR nicht produziert. Bahnstrom wurde häufig mit veralteten Generatoren oder durch Umformung aus dem 50-Hz-Netz gewonnen. Außerdem war die Elektrifizierung auf dem Gebiet der sowjetischen Besatzungszone und der späteren DDR um mehr als zehn Jahre zurückgeworfen worden, da die Sowjetunion Bahnstromanlagen und elektrische Lokomotiven als Reparationen forderte und erst ab 1952 in Zuständen, die von unbenutzt bis schrottreif reichten, zurückgab.
Auch unter dem Eindruck, über lange Zeit sicher und preiswert Erdöl aus der UdSSR beziehen zu können, schien die Dieseltraktion ein gangbarer Ausweg zu sein. Gegen die Empfehlung von Fachleuten wurde beschlossen, den Dampflokomotivbetrieb bis 1975 vorrangig mit Diesellokomotiven abzulösen. Die geringeren Grundinvestitionen – weder waren eine Bahnstromversorgung noch das Fahrleitungsnetz aufzubauen und Anpassungsarbeiten an bestehenden Anlagen sollten ebenso nicht nötig sein – schienen die höheren Betriebskosten gegenüber dem elektrischen Betrieb mehr als zu kompensieren.
Die DDR-Wirtschaftsstrategen erwarteten vom Diesellokomotiveinsatz ein „freizügigeres Operieren“ im Eisenbahnnetz, unabhängig vom Vorhandensein von Fahrleitungen. Um das Angewiesensein der DDR auf den Hamburger Hafen zu beenden, trieb sie den Ausbau des für die DDR-Wirtschaft hochgradig wichtigen Überseehafens Rostock massiv voran. Der dort vorgesehene Umschlag (1970 beispielsweise 11 Millionen t) erforderte eine leistungsfähige Bahnanbindung, die damals allerdings nicht elektrifiziert, mit Dampflokomotiven jedoch nur unwirtschaftlich zu betreiben war. Hinzu kam, dass der ursprünglich geplante Bau einer Binnenwasserstraße von Rostock zur Elbe aufgegeben wurde und deshalb 95,4 % des Hafenumschlags von 1970 per Eisenbahn an- und abgefahren werden sollten.
Weil einerseits die Lokomotivhersteller in der DDR voll mit Aufträgen für den Bau von Diesellokomotiven der niedrigen und mittleren Leistungsklasse ausgelastet waren und andererseits in der Sowjetunion große Produktionskapazitäten für Großdiesellokomotiven existierten, entschied man beim Rat für gegenseitige Wirtschaftshilfe (RGW), Großdiesellokomotiven künftig nur noch in der UdSSR zu bauen.
Lokomotiven mit Leistungen von 3000 PS oder mehr waren in der DDR noch nicht serienreif entwickelt. Die 1965 vorgestellte Versuchslokomotive der DR-Baureihe V 240 blieb ein Einzelstück. Die Lokomotivfabrik Babelsberg bei Potsdam konnte pro Jahr nur etwa 70 Maschinen der Baureihe 118 liefern. Bei der Deutschen Reichsbahn bestand auch noch ein großer Bedarf an Diesellokomotiven im unteren und mittleren Leistungsbereich (Rangierlokomotiven der Baureihen V 15 und V 60 sowie nebenbahngeeignete V 100 für leichte Reise- und Güterzüge). Sie wurden ebenfalls in Babelsberg produziert, jedoch band die Fertigung der Baureihe 118 erhebliche Kapazitäten zum Bau der kleineren Maschinen, welche ebenso gebraucht wurden, um Dampflokomotiven zu ersetzen. Behauptungen, das Monopol der UdSSR auf den Bau von Diesellokomotiven der oberen Leistungsklasse sei ein Diktat aus Moskau gewesen, sind deshalb umstritten, zumal andere damalige Ostblock-Länder wie Polen, die CSSR und Rumänien im Großlokomotivbau ebenfalls eigene Wege gingen. 
Die Lokomotiven der Baureihe 118 waren für die Bespannung schwerer Güter- oder Schnellzüge nicht konstruiert und mit den schwerer werdenden Güterzügen zunehmend überbeansprucht. Häufig war personalaufwändiger Vorspann erforderlich. Die von der DDR als Interimslösung importierte sowjetische M 62 (DR-Baureihe 120) eignete sich zwar zur Ablösung der Baureihe 118 im Güterzugdienst (wodurch letztere wieder ihrem eigentlichen Einsatzzweck, dem hochwertigen Reise- und Schnellgüterverkehr, zur Verfügung stand), war aber unter anderem wegen ihrer Höchstgeschwindigkeit von nur 100 km/h, ihrem veralteten, in den 1940er Jahren konstruiertem Dieselmotor, ihrer nebenbahnuntauglichen Achslast von 20 t und fehlender Zugheizeinrichtung nur eingeschränkt bei der DR einsetzbar. So sollten auch Reisezuglokomotiven mit einer Dieselmotorleistung von 3000 PS für 140 km/h mit elektrischer Zugheizeinrichtung, später mit 4000 PS und 120 km/h für Güterzüge sowie 160 km/h für Schnellzüge, aus der Sowjetunion beschafft werden. Deren Konstruktion erfolgte nach den Vorgaben der DR bei der Lokomotivfabrik Woroschilowgrad. Dieses im Bau von Großdiesellokomotiven erfahrene Werk plante auch bereits, bevor die DDR-Regierung den Beschluss zur Umstellung vorrangig auf Dieselbetrieb fasste, den Bedürfnissen der Staatsbahnen in den anderen RGW-Staaten angepasste Lokomotiven anzubieten. Dem Hersteller war die mit der deutschen Sicherungstechnik verträgliche elektrische Zugheizung allerdings bisher unbekannt. Die entsprechenden Ausrüstungen mussten völlig neu entwickelt werden und standen zum Lieferbeginn noch nicht zur Verfügung.
Bis die Erhaltungsdienststellen der Deutschen Reichsbahn zahlreiche Exemplare der Baureihe 118 mit je zwei 1200-PS-Motoren nachrüsteten und später sogar je zwei 1500-PS-Aggregate einbauten, erbrachten die Lokomotiven der Baureihen 120 und 130 bis 142 bereits einen erheblichen Teil der Traktionsleistungen. Bis 1975 erhielt die Deutsche Reichsbahn neben den 82 Maschinen der Baureihe 130 und 76 der Baureihe 131 bereits 334 Lokomotiven der Baureihe 132. 1977 stellte sie (einschließlich der Lokomotiven der Baureihe 120) die tausendste sowjetische Großdiesellokomotive in Dienst. Der DDR blieb also mangels eigener Kapazitäten, die weit unter dem Bedarf lagen, gar nichts anderes übrig, als auf die sowjetischen Loks zuzugreifen.
Das Raw Cottbus wurde aufgrund einer 1964 erlassenen Anweisung von Verkehrsminister Kramer für die Instandsetzung von Diesellokomotiven umstrukturiert. Dies zog sich über viele Jahre hin. Bis 1973 betreute der Betrieb auch noch Dampflokomotiven. 1974 wurde dort die erste Lokomotive der Baureihe 130 aufgearbeitet. Zuvor waren die Lokomotiven der Baureihen 120 und 130 im Raw Dessau erhalten worden. Das Werk in Cottbus entwickelte sich zur wichtigsten Institution in vielen technischen Belangen, die die Baureihen 130 bis 142 betrafen, seien es z. B. die Wartung und Ausbesserung der vorhandenen Bestände, die Behebung der zahlreichen Schwierigkeiten mit dem Motor 5D 49, oder die mannigfaltigen Umbauten (bspw. zu den Baureihen 233, 234 und 241).

### Entwicklung der Baureihe 130
Die Lokomotivfabrik Woroschilowgrad (heute Luhansk/Ukraine) entwickelte nach Vorgaben der DR eine Maschine als Weiterentwicklung der M62 (DR-Baureihe V 200). Die von der Deutschen Reichsbahn favorisierte und mit Ausnahme der V 75 in Diesellokomotiven aus DDR-Produktion angewendete dieselhydraulische Leistungsübertragung war bei großen sowjetischen Streckenlokomotiven (unter anderem wegen der Störanfälligkeit bei extrem tiefen Temperaturen) unüblich. Zwar wurden auch dort in einer Kleinserie von 79 Stück dieselhydraulische Lokomotiven der Baureihe TG 102 gebaut, jedoch waren die Zweisektionslokomotiven mit vier Dieselmotoren mit einer Leistung von je 1000 PS mit 29,44 Metern sehr lang. Somit hätten sie auf keine deutsche Drehscheibe gepasst, was ihre Unterhaltung in Bahnbetriebswerken, die für Dampflokomotiven gebaut worden waren, erheblich erschwert hätte. Dazu litt diese Baureihe an etlichen Kinderkrankheiten und war beim Personal sehr unbeliebt. Da sich zu dieser Zeit bereits zahlreiche große dieselelektrische Lokomotiven im Einsatz bewährt hatten, favorisierte man diese Kraftübertragung. Die dieselhydraulische Kraftübertragung wurde dann nur noch bei kleinen und mittelgroßen Industrie- und Rangierlokomotiven angewendet.
Mit 140 km/h Höchstgeschwindigkeit entsprach die Lokomotivbauart auch Planungen der DR für die 1970er Jahre. Die DR plante einen hochwertigen Zugverkehr mit schnellen Verbindungen zwischen den Bezirksstädten. Verzögerungen entstanden bei der Entwicklung der Energieversorgung für die Zugheizung. Diese sollte auf Beschluss der Verbände UIC und OSShD nur noch elektrisch erfolgen, um die Doppelausrüstung der Reisezugwagen mit elektrischer und Dampfheizung zukünftig zu vermeiden. Mit dem deutschen System von 1000 Volt bei 16 2⁄3 Hertz, das wegen des vorhandenen elektrischen Bahnbetriebes aus Kompatibilitätsgründen mit dem vorhandenen Fahrzeugbestand und den Sicherungsanlagen erforderlich war, hatte der Hersteller keine Erfahrungen. Um nicht noch mehr Zeit zu verlieren, wurden die Lokomotiven vorerst ohne Zugheizeinrichtung ausgeliefert. Somit waren sie nur im Sommer für Reisezüge einsetzbar oder es musste ein Heizkesselwagen mitgeführt werden. Der generelle Zustand der Strecken ließ eine Geschwindigkeitserhöhung in den 1970er Jahren ohnehin nicht zu. Die DDR stoppte daher den Import der Baureihe 130 nach 80 Exemplaren, ließ das Übersetzungsverhältnis der Achsgetriebe ändern und reihte ab 1973 die folgenden 76, für den Güterverkehr konzipierten Lokomotiven als Baureihe 131 ein.

## Die Baureihenfamilie

### Gelieferte Baureihen

#### DR-Baureihe 130 / DB-Baureihe 230

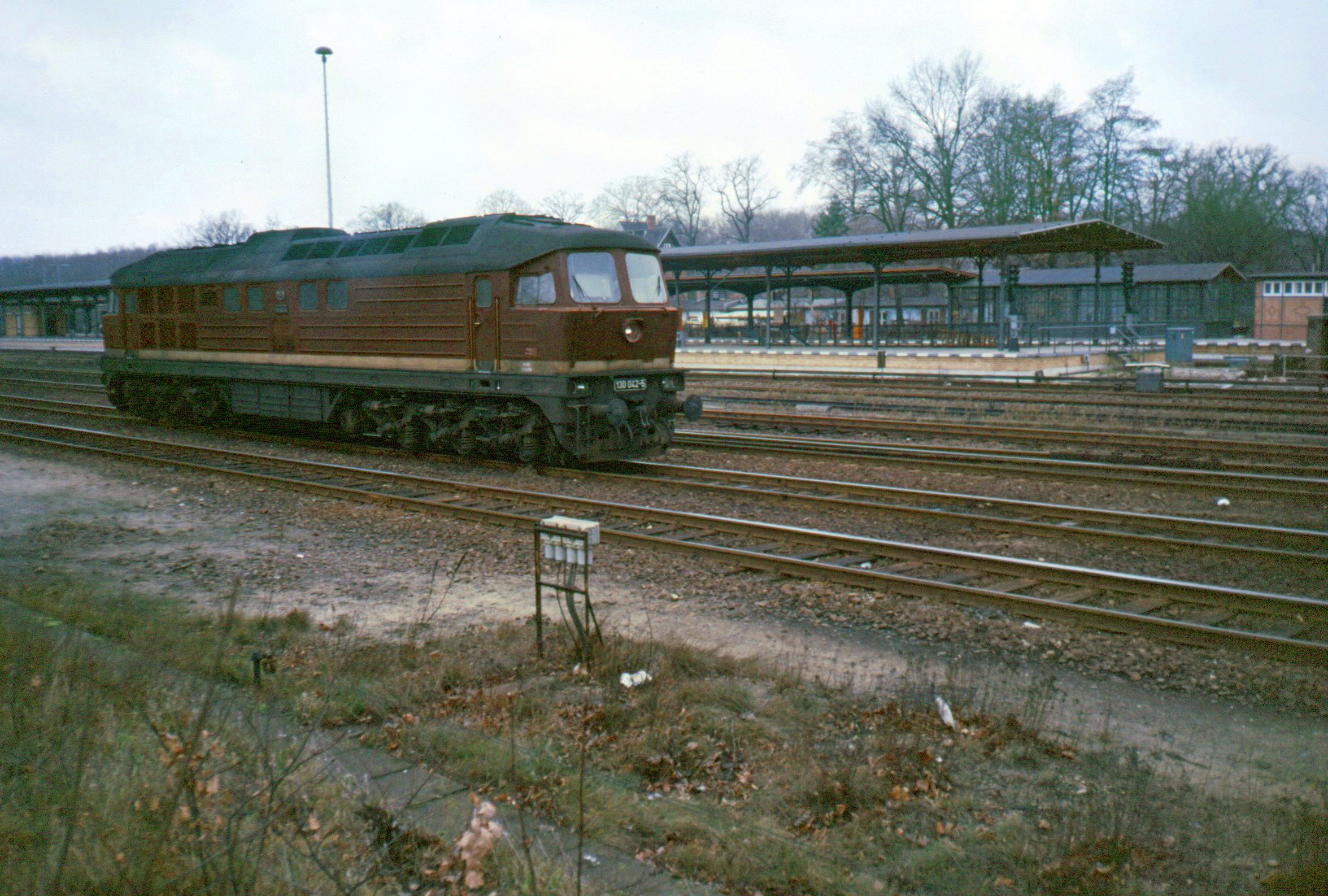
130 042 mit hohen Frontfenstern und noch ohne Sandbehälter an den Drehgestellen am Bahnhof Berlin-Grunewald in West-Berlin, 1986

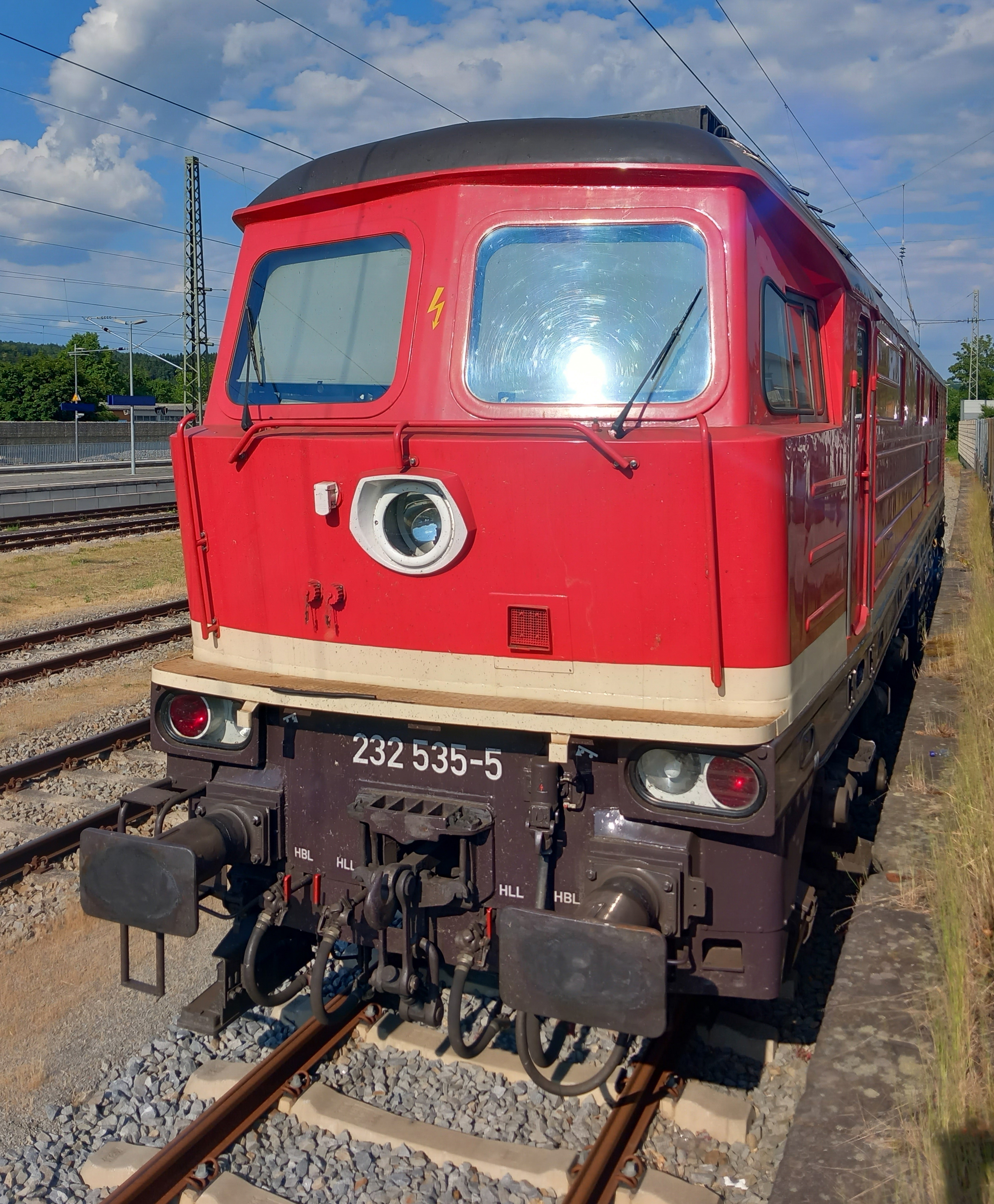
232 535-5 mit niedrigeren Frontfenstern, 2023

Die erste Lok für die Deutsche Reichsbahn wurde auf der Leipziger Frühjahrsmesse 1970 noch als V 300 001 ausgestellt, während sie bei ihrer Indienststellung zur Erprobung bei der VES-M in Halle, genau wie die weiteren 1970 ausgelieferten Maschinen, die computergerechte Baureihenbezeichnung 130 erhielt. Die ersten Lokomotiven erhielt das Bahnbetriebswerk Leipzig Hbf Süd. Die 80 Fahrzeuge der Baureihe 130 hatten zwar eine Fahrmotorübersetzung für 140 km/h, ohne Zugheizeinrichtung waren sie aber für den schnellen Reisezugverkehr nur bei entsprechenden Außentemperaturen nutzbar und wurden somit vorwiegend im schweren Güterzugdienst eingesetzt. Dafür waren sie wegen dieser langen Übersetzung und der dadurch geringeren Zugkraft nur bedingt geeignet. Dennoch beschleunigte die Baureihe 130 auf Grund der höheren Traktionsleistung (Baureihe 130: 1830 kW, M62: 1250 kW) bereits ab dem mittleren Geschwindigkeitsbereich besser als die Maschinen der Baureihe 120, die als reine Güterzuglokomotiven konzipiert waren. Ab Mitte der 1970er Jahre wurde zeitweise die Idee verfolgt, die Baureihe 130 besser für den Einsatz im Güterzugdienst tauglich zu machen, indem anlässlich von Hauptuntersuchungen die Getriebeübersetzungen jenen der Baureihe 131 angeglichen werden sollten. Im Juli 1976 forderte die Hauptverwaltung Maschinenwirtschaft die Direktion Ausbesserungswerke der Reichsbahn auf, die für den Umbau notwendigen geänderten Großräder und Ritzel zu beschaffen. Diese Beschaffung erfolgte dann aber bis Oktober 1981 nicht, so dass es nur zum Umbau der 130 060 als Baumusterlokomotive und der 130 058 und 064 kam, wobei Zahnräder aus vorhandenem Lagerbestand verwendet wurden. Die drei Lokomotiven hatten danach eine Höchstgeschwindigkeit von 100 km/h, wurden fortan als Baureihe 131.1 geführt, in Seddin stationiert und zwischen 1994 und 1998 verschrottet. Im November 1981 wurde vereinbart, vorläufig auf den Umbau weiterer Loks zu verzichten.
Wegen der Höchstgeschwindigkeit von 140 km/h wurden die Maschinen ab der 130 037 mit einer elektrischen Widerstandsbremse geliefert. Diese Lok hatte als erste auch kein beleuchtetes Nummernschild mehr an den Seiten.
Ab der Fabriknummer 0037 (ČSD T679.2001) hatten die Lokomotiven kleinere Seiten- und ab der Fabriknummer 0054 (130 052) auch niedrigere Frontfenster, da die Lokführer über Blendungen durch die Sonne, die das Erkennen von Signalen gefährdeten, klagten.
Die Befüllung der bis zur Betriebsnummer 130 054 in den Einstiegsräumen angeordneten Sandbehälter war umständlich. Ab der Lok 130 055 befanden sich jeweils vier Sandkästen mit dort angeordneten Einfüllöffnungen an den äußeren Enden der Drehgestelle, womit der jeweils voranlaufende Radsatz eines jeden Drehgestells besandet wurde.
Darüber hinaus wurden 1973 zwei Erprobungsmuster (130 101 und 102), die neben einer ursprünglich geforderten Höchstgeschwindigkeit von 140 km/h endlich auch über die benötigte Zugheizeinrichtung verfügten, geliefert. In Aufbau und Technik entsprachen diese beiden Versuchslokomotiven bereits weitgehend den aus ihnen abgeleiteten und von der Deutschen Reichsbahn ab 1973 in großer Stückzahl beschafften Serienlokomotiven der Baureihe 132.
Die Stammnummer 130 wurde ab 1. Januar 1992 von der Deutschen Reichsbahn im Vorgriff auf deren Zusammenschluss mit der Deutschen Bundesbahn in 230 geändert. Anschließend wurden die Lokomotiven dieser Baureihe von der Deutschen Bahn AG als erste der Bauarten ausgemustert (siehe Abschnitt Geschichte und Einsatz).

##### Bestand
Bestand vorhandener Lokomotiven der Baureihe 130/230 (Stand Oktober 2020):

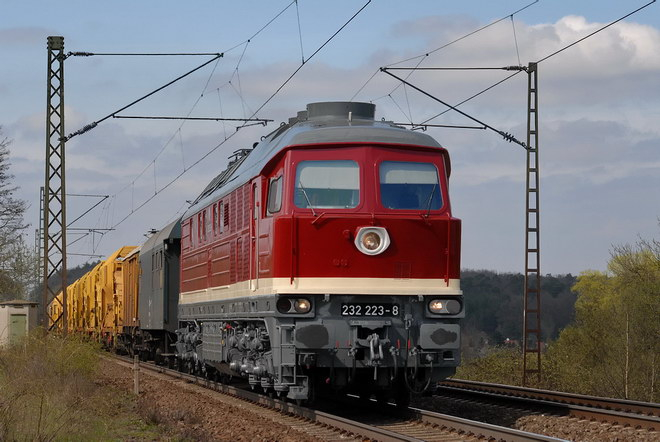
232 223 der DGT bei Großen Linden mit ihrer DR-Lackierung

| Fahrzeugnummer (92 80 1xxx xxx-x) | Betreiberbezeichnung | Betreiber (NVR-Bezeichnung) | Bemerkung |
| --------------------------------- | -------------------- | --------------------------- | --- |
| 230 002-8                         | 130 002-9            | VMD                         | rot, Bestand Verkehrsmuseum Dresden, Dauerleihgabe an Interessengemeinschaft Bw Dresden-Altstadt e. V., Dresden, nicht betriebsfähig |
| 230 077-0                         | 230.077              | BLC                         | orange/grau, betriebsfähig |
| 230 101-8                         | 130 101-9            | DB                          | bordeauxrot, nicht betriebsfähig |

#### DR-Baureihe 131 / DB-Baureihe 231
Als sich abzeichnete, dass die elektrische Zugheizung noch längere Zeit nicht verfügbar sein würde, ließ die DR die der Baureihe 130 folgenden 76 Fahrzeuge mit einer geänderten Achsgetriebeübersetzung für eine Höchstgeschwindigkeit von nur 100 km/h und einer vereinfachten pneumatischen Bremse ohne Gleitschutz und ohne elektrodynamische Bremse bauen. Dementsprechend stieg die Anfahrzugkraft auf 34 Mp. Diese, zu einem kleineren Teil noch 1972 und zum größeren Teil 1973 gebauten Maschinen wurden zwischen dem 5. Januar und dem 28. November 1973 abgenommen und als Baureihe 131 eingeordnet. Ihre Erstbeheimatungsstandorte waren Halle G, Güsten, Erfurt, Reichenbach und Weißenfels. Die Deutsche Reichsbahn, die grundsätzlich Universallokomotiven, wie die der später gebauten Baureihe 132 bevorzugte, verfügte mit der Baureihe 131 nun immerhin über leistungsfähige, und im Gegensatz zur Baureihe 130 auch für Gebirgsstrecken geeignete Güterzuglokomotiven.

##### Bestand
Bestand vorhandener Lokomotiven der Baureihe 131/231 (Stand Oktober 2021):
| Fahrzeugnummer (92 80 0xxx xxx-x)                            | Betreiberbezeichnung | Betreiber (NVR-Bezeichnung) | Bemerkung |
| ------------------------------------------------------------ | -------------------- | --------------------------- | --- |
| 231 001-9                                                    | 131 001-0            | DB                          | bordeauxrot, nicht betriebsfähig |
| 232 107-5 (ehem. 231 011-8)                                  | 232 107-5            | EKO                         | orange/blau/weiß, nicht betriebsfähig                                                                                               |
| 231 012-8                                                    | 231 012-6            | WFL                         | bordeauxrot, betriebsfähig |
| 232 105-9 (ehem. 231 015-9)                                  | 232 105-9            | BRS                         | grau, LED-Spitzenlicht und Drehgestelle mit Fahrmotoruntersetzungen für 120 km/h, betriebsfähig                                     |
| 640 015-5 UIC: (92 51 3640 015-5 PL-DEPOL) (ehem. 231 034-0) | BR231-063            | DEPOL                       | blau, betriebsfähig |
| 650 033-5 UIC: (92 51 3650 033-5 PL-PUK) (ehem. 231 056-3)   | BR 232-035           | PUK                         | orange/blau, betriebsfähig |
| 231 060-5                                                    | 131 060-6            | EBS (seit Frühjahr 2024)    | bordeauxrot, nicht betriebsfähig, geplant für HU bis 2025                                                                           |
| 231 070-4                                                    | 131 070-5            | /                           | bordeauxrot, 2003 an Privatmann Bernd Falz aus Falkenberg verkauft, nicht betriebsfähig                                             |
| 231 072-0                                                    | 131 072-1            | DB                          | bordeauxrot, Bestand DB-Museum Nürnberg, Dauerleihgabe an Bahnbetriebswerk Arnstadt historisch e. V., Arnstadt, nicht betriebsfähig |
| 640 054-4 UIC: (92 51 3640 054-4 PL-ECCOR) (ehem. 231 075-4) | BR 231-014           | ECCOR                       | silber/blau, betriebsfähig |

#### DR-Baureihe 130.1 / 132 / DB-Baureihe 754 / 232
Ab Ende 1973 war der Hersteller endlich in der Lage, Lokomotiven mit elektrischer Zugheizeinrichtung serienmäßig zu liefern. Die ersten beiden, 1972 gebauten Probemaschinen 130 101 und 102 blieben immer bei der VES-M Halle und wurden am 1. Januar 1992 in 230 101 und 102 umgezeichnet. Bei der DB AG erhielten sie am 10. Januar 1995 noch die Bahndienstfahrzeugnummern 754 101 und 102. Die 754 101 blieb nach der Ausmusterung 1997 als Museumsfahrzeug in Halle erhalten.
Da nicht absehbar war, wann die zulässigen Streckenhöchstgeschwindigkeiten erhöht werden könnten, entschied man sich bei allen folgenden Exemplaren für eine reduzierte Höchstgeschwindigkeit von 120 km/h. Um Platz für die Zugheizanlage zu gewinnen, wurden die Kästen dieser Lokomotiven um 200 Millimeter verlängert. Diese wurden ab 1974 als Baureihe 132 in Dienst gestellt. In dieser Bauform wurden die Lokomotiven doch noch zum Erfolg bei der DR. Sie kaufte davon bis 1982 insgesamt 709 Stück.
Äußerlich erkennbare Unterschiede zu den Maschinen der Baureihen 130 (abgesehen von den 132-Prototypen 130 101 und 102) und 131 sind der um 200 mm längere Wagenkasten mit einem zusätzlichen Maschinenraumfenster zwischen Führerstand 1 und der Fensterreihe in Fahrzeugmitte sowie gegenüber den 130 001 bis 051 in der Höhe verkleinerte Stirnwandfenster. Während die Baureihe 130 eine geschlossene Montageluke unter der Loknummer in der Fahrzeugmitte besitzt, ist diese Luke ab 132 076 durch ein grobmaschiges Gitter verschlossen. Bei den beiden Prototypen war anstelle des Gitters ein solides Blech angebracht.

##### Bestand
Bestand vorhandener Lokomotiven der Baureihe 132/232 sowie Umbauten (Stand Juli 2023):
| Fahrzeugnummer (92 80 1xxx xxx-x)                                        | Betreiberbezeichnung     | Typ            | Betreiber (VKM-Kürzel)                        | Lackierung                                            | Bemerkung |
| ------------------------------------------------------------------------ | ------------------------ | -------------- | --------------------------------------------- | ----------------------------------------------------- | --- |
| 232 204-0 UIC: (92 80 0232 204-0 D-LEG)                                  | 132 004-3                | BP232          | LEG                                           | bordeauxrot                                           | von 1996 bis 2000 in Jugoslawien, betriebsfähig                                                              |
| 232 005-9                                                                | 232 005-9                | 232            | DBSRP                                         | rot/weiß                                              | bei DBSRP eingestellt, allerdings bei DB Cargo DE im Einsatz, betriebsfähig                                  |
| 241 008-2 (ehem. 232 008-3)                                              | 241 008-2                | 241.0          | STARK                                         | grün/rot mit weißem Latz                              | betriebsfähig                                                                                                |
| 232 010-9                                                                | BR 232-010-9             | 232            | KRIS                                          | schwarz/gelb                                          | in Polen im Einsatz, betriebsfähig                                                                           |
| 232 022-4                                                                | 232 022-4                | 232            | DBSR                                          | verkehrsrot                                           | Ersatzteilspender, nicht betriebsfähig                                                                       |
| 630 099-6 UIC: (92 51 5630 099-6 PL-WAGON) (ehem. 233 040-5 / 232 040-6) | BR233 040-5              | 233            | WAGON                                         | schwarz/blau                                          | betriebsfähig                                                                                                |
| 233 043-9 (ehem. 232 043-0)                                              | 233 043-9                | 233            | WAGON                                         | verkehrsrot                                           | April 2020 an Wagon-Rent Miroslaw Maszonski [PL], nicht betriebsfähig                                        |
| 232 045-5                                                                | 232 045-5                | 232            | DBSRP                                         | rot/weiß                                              | bei DBSRP eingestellt, allerdings bei DB Cargo DE im Einsatz, betriebsfähig                                  |
| 640 060-1 UIC: (92 51 3640 060-1 PL-DOL) (ehem. 232 050-6)               | BR 232-781               | 232            | DOL                                           | schwarz                                               | am 17.09.2019 mit Güterzug im Bahnhof Malczyce entgleist, betriebsfähig                                      |
| 648 102-5 UIC: (92 55 0648 102-5 H-MTMG) (ehem. 232 055-4)               | 648 102-5                | 232            | MTMG                                          | blau/bordeauxrot                                      | betriebsfähig                                                                                                |
| 232 850-8 (ehem. 232 057-0)                                              | 232 850-8                | GM232          | EKO                                           | grau/orange                                           | Motor CAT3606, betriebsfähig                                                                                 |
| 232 068-7                                                                | 132 068-8                | 232            | SLRS                                          | bordeauxrot                                           | betriebsfähig                                                                                                |
| 232 901-9 (ehem. 232 072-9 / 234 072-7)                                  | 232 901-9                | 232.9 (ex 234) | WFL                                           | verkehrsrot (mit „Holland-Latz“)                      | betriebsfähig                                                                                                |
| 640 061-9 UIC: (92 51 3640 061-9 PL-DOL) (ehem. 232 073-7)               | 3 640 061-9              | 232            | DOL                                           | schwarz                                               | betriebsfähig                                                                                                |
| 07-176 UIC: 92 52 00 07 176 - 9 BG-EVRO (ehem. 232 076-0 / 233 076-9)    | 07-176                   | 233            | Evroinjenering EOOD, Stara Sagora (Bulgarien) | grün mit gelben Streifen                              | betriebsfähig                                                                                                |
| 232 079-4                                                                | 232 079-4                | 232            | DB                                            | rot/weiß                                              | betriebsfähig                                                                                                |
| 232 083-6                                                                | 232 083-6                | 232            | EBS                                           | schwarz                                               | betriebsfähig                                                                                                |
| 232 088-5                                                                | 232 088-5                | 232            | SLRS                                          | bordeauxrot                                           | Gummifenster, betriebsfähig                                                                                  |
| 640 044-5 UIC: (92 51 3640 044-5 PL-PLATA) (ehem. 232 090-1)             | BR232-090                | 232            | PLATA                                         | grün/orange                                           | betriebsfähig (?)                                                                                            |
| 232 092-7                                                                | 232 092-7                | 232            | DBSRP                                         | rot/weiß                                              | bei DBSRP eingestellt, allerdings bei DB Cargo DE im Einsatz, betriebsfähig                                  |
| 232 093-5                                                                | 232 093-5                | 232            | DB                                            | verkehrsrot                                           | betriebsfähig                                                                                                |
| 232 103-2                                                                | 232 103-2                | 232            | LEG                                           | Raildox                                               | Ersatzteilspender LEG, nicht betriebsfähig                                                                   |
| ? UIC: (?) (ehem. 232 104-0)                                             | BR232 037-2              | 232            | PUK                                           | orange/blau                                           | betriebsfähig                                                                                                |
| 232 105-7                                                                | 232 105-7                | 232            | DB                                            | rot/weiß                                              | betriebsfähig                                                                                                |
| 232 109-9                                                                | 132 109-0                | 232            | LEG                                           | bordeauxrot                                           | betriebsfähig                                                                                                |
| 233 112-2 (ehem. 232 112-3)                                              | 233 112-2                | 233            | DB                                            | verkehrsrot                                           | betriebsfähig                                                                                                |
| 232 117-2                                                                | 232 117-2                | 232            | DB                                            | verkehrsrot                                           | betriebsfähig                                                                                                |
| 233 118-9 (ehem. 232 118-0)                                              | 233 118-9                | 233            | DB                                            | verkehrsrot                                           | abgestellt SSM Chemnitz, nicht betriebsfähig                                                                 |
| 651 010-6 UIC: (92 53 0651 010-6 RO-DBSR) (ehem. 232 122-2)              | Iancu de Hunedoara       | 232            | DBSR                                          | verkehrsrot                                           | betriebsfähig                                                                                                |
| 233 127-0 (232 127-1)                                                    | 233 127-0                | 233            | DB                                            | verkehrsrot                                           | betriebsfähig                                                                                                |
| 232 128-0                                                                | 232 128-0                | 232            | DB                                            | rot/weiß                                              | betriebsfähig                                                                                                |
| 232 131-3                                                                | 232 131-3                | 232            | DBSR                                          | verkehrsrot                                           | 2016 nach Rumänien überführt, weiterer Verbleib nicht bekannt                                                |
| 651 013-0 UIC: (92 53 0651 013-0 RO-DBSR) (ehem. 232 135-4)              | Elisabeta Rizea          | 232            | DBSR                                          | verkehrsrot                                           | betriebsfähig                                                                                                |
| 232 141-2                                                                | 232 141-2                | 232            | WFL                                           | rot/weiß                                              | betriebsfähig                                                                                                |
| 07-151 UIC: 92 52 00 07 151 - 0 BG-EVRO (ehem. 232 151-1 / 233 151-0)    | 07-151                   | 233            | Evroinjenering EOOD, Stara Sagora (Bulgarien) | verkehrsrot                                           | betriebsfähig                                                                                                |
| 232 154-5                                                                | BR232-154                | 232            | DEPOL                                         | blau                                                  | betriebsfähig                                                                                                |
| 232 155-2                                                                | V300 005                 | 232            | STARK                                         | grün/rot mit weißem Latz                              | Motor CAT3606, betriebsfähig                                                                                 |
| 232 158-8 UIC: (92 80 0232 158-8 D-LEG)                                  | 132 158-7                | BP232          | LEG                                           | bordeauxrot                                           | betriebsfähig                                                                                                |
| 620 626-3 UIC: (92 51 3620 626-3 PL-SKINE) (ehem. 232 161-0 / 234 161-8) | 3620 626-3               | 232.9 (ex 234) | SKINE                                         | grün/grau/schwarz                                     | betriebsfähig                                                                                                |
| 232 903-5 (ehem. 232 170-1 / 234 170-9)                                  | 232 903-5                | 232.9 (ex 234) | OST                                           | verkehrsrot (mit »Holland-Latz«)                      | 2018 an Lokführerdienstleistungen Olof Stille Lok Ost, Staßfurt verkauft, nicht betriebsfähig                |
| 232 173-5                                                                | 232 173-5                | 232            | TRG                                           | orientrot mit Latz (nach bordeaux-Schema)             | betriebsfähig                                                                                                |
| 232 182-6                                                                | 232 182-6                | 232            | WFL                                           | orientrot mit Latz (nach bordeaux-Schema)             | seitlich mit Bild von Kolomna 5D49 beklebt, betriebsfähig                                                    |
| 232 184-2                                                                | BR232-184                | 232            | ID                                            | schwarz/rot                                           | betriebsfähig                                                                                                |
| 232 189-1                                                                | 232 189-1                | 232            | DB                                            | rot/weiß                                              | betriebsfähig                                                                                                |
| 232 201-4                                                                | 232 201-4                | 232            | DB                                            | verkehrsrot (mit „Holland-Latz“)                      | betriebsfähig                                                                                                |
| 07-206 UIC: 92 52 00 07 206-2 BG-EVRO (ehem. 232 206-3 / 233 306)        | 07 206                   | 233            | Evroinjenering EOOD, Stara Sagora (Bulgarien) | verkehrsrot                                           | betriebsfähig                                                                                                |
| 232 209-7                                                                | 232 209-7                | 232            | DB                                            | verkehrsrot                                           | betriebsfähig                                                                                                |
| 233 217-9 (ehem. 232 217-0)                                              | 233 217-9                | 233            | TLVG                                          | weinrot                                               | betriebsfähig                                                                                                |
| 233 219-5 (ehem. 232 219-6)                                              | 233 219-5                | 233            | DB                                            | verkehrsrot                                           | betriebsfähig                                                                                                |
| 232 223-8                                                                | 232 233-8                | 232            | DB                                            | bordeauxrot                                           | betriebsfähig                                                                                                |
| 232 229-5                                                                | 232 229-5                | 232            | LEG                                           | verkehrsrot                                           | Ersatzteilspender LEG, nicht betriebsfähig                                                                   |
| 232 230-3                                                                | 232 230-3                | 232            | DB                                            | verkehrsrot                                           | betriebsfähig                                                                                                |
| 233 232-8 (ehem. 232 232-9)                                              | 233 232-8                | 233            | DB                                            | verkehrsrot                                           | betriebsfähig                                                                                                |
| 233 233-6 (ehem. 232 233-7)                                              | 233 233-6                | 233            | DB                                            | verkehrsrot                                           | betriebsfähig                                                                                                |
| 232 238-6                                                                | 232 238-6                | 232            | WFL                                           | orientrot (nach bordeaux-Schema)                      | betriebsfähig                                                                                                |
| 232 239-4                                                                | 232 239-4                | 232            | EBS                                           | verkehrsrot                                           | betriebsfähig                                                                                                |
| 232 240-2                                                                | 232 240-2                | 232            | DB                                            | verkehrsrot                                           | abgestellt Halle (Saale), nicht betriebsfähig                                                                |
| 232 241-0                                                                | 232 241-0                | 232            | DB                                            | verkehrsrot                                           | betriebsfähig                                                                                                |
| 234 242-6 (ehem. 232 242-8)                                              | 234 242-6                | 234            | SEL                                           | verkehrsrot                                           | betriebsfähig                                                                                                |
| 07-249 UIC: 92 52 00 07 249-2 BG-EVRO (ehem. 232 249-3 / 233 249-2)      | 07-249                   | 233            | Evroinjenering EOOD, Stara Sagora (Bulgarien) | verkehrsrot                                           | betriebsfähig                                                                                                |
| 232 252-7                                                                | 232 252-7                | 232            | PHU                                           | schwarz/gelb                                          | betriebsfähig                                                                                                |
| 232 253-5                                                                | BR232-253                | 232            | ID                                            | schwarz/rot                                           | betriebsfähig                                                                                                |
| 232 254-3                                                                | 232 254-3                | 232            | DB                                            | verkehrsrot                                           | betriebsfähig                                                                                                |
| 232 255-0                                                                | 232 255-0                | 232            | DB                                            | verkehrsrot                                           | betriebsfähig                                                                                                |
| 232 259-2                                                                | 232 259-2                | 232            | DB                                            | verkehrsrot                                           | betriebsfähig                                                                                                |
| 232 262-6                                                                | 232 262-6                | 232            | DB                                            | verkehrsrot                                           | betriebsfähig                                                                                                |
| 07-367 UIC: 92 52 00 07 367-2 BG-EVRO (ehem. 232 264-2 / 233 264-1)      | 07 367                   | 233            | Evroinjenering EOOD, Stara Sagora (Bulgarien) | verkehrsrot                                           | betriebsfähig                                                                                                |
| 232 265-9                                                                | 232 265-9                | 232            | DBSR                                          | verkehrsrot                                           | Ersatzteilspender, nicht betriebsfähig                                                                       |
| 234 278-0 (ehem. 232 278-2)                                              | 234 278-0                | 234            | SEL                                           | verkehrsrot                                           | betriebsfähig                                                                                                |
| 232 280-8                                                                | 232 280-8                | 232            | DB                                            | verkehrsrot                                           | betriebsfähig                                                                                                |
| 233 281-5 (ehem. 232 281-6)                                              | 233 281-5                | 233            | DB                                            | verkehrsrot                                           | abgestellt SSM Chemnitz oder nach Polen verkauft, nicht betriebsfähig                                        |
| 232 283-2                                                                | 232 283-2                | 232            | WFL                                           | verkehrsrot (mit „Holland-Latz“)                      | betriebsfähig                                                                                                |
| 233 285-6 (ehem. 232 285-7)                                              | 233 285-6                | 233            | DB                                            | verkehrsrot                                           | betriebsfähig                                                                                                |
| 233 288-0 (ehem. 232 288-1)                                              | 233 288-0                | 233            | DB                                            | verkehrsrot                                           | betriebsfähig                                                                                                |
| 648 001-9 UIC: (92 55 0648 001-9 H-GYSEV) (ehem. 232 289-9 / 233 289-8)  | 648 001                  | 233            | GYSEV                                         | grün/weiß/gelb                                        | betriebsfähig                                                                                                |
| 232 293-1                                                                | 232 293-1                | 232            | EBS                                           | bordeauxrot                                           | betriebsfähig                                                                                                |
| 232 294-9                                                                | 232 294-9                | 232            | DB                                            | rot/weiß                                              | betriebsfähig                                                                                                |
| 233 295-5 (ehem. 232 295-6)                                              | 233 295-5                | 233            | DB                                            | verkehrsrot                                           | abgestellt SSM Chemnitz oder nach Polen verkauft, nicht betriebsfähig                                        |
| 232 303-8                                                                | 232 303-8                | 232            | DB                                            | rot/weiß                                              | betriebsfähig                                                                                                |
| 234 304-4 (ehem. 232 304-6)                                              | 234 304-4                | 234            | DB                                            | Minttürkis/Pastelltürkis/Lichtgrau                    | nicht betriebsfähig                                                                                          |
| 232 305-3                                                                | 232 305-P                | 232            | DMHK                                          | bordeauxrot                                           | nicht betriebsfähig                                                                                          |
| 07-306 UIC: 92 52 00 07 306-0 BG-EVRO (ehem. 232 306-1 / 233 306-0)      | 07-306                   | 233            | Evroinjenering EOOD, Stara Sagora (Bulgarien) | verkehrsrot mit gelben Streifen                       | betriebsfähig                                                                                                |
| 232 309-5                                                                | 232 309-5                | 232            | DB                                            | rot/weiß                                              | betriebsfähig                                                                                                |
| 233 314-4 (ehem. 232 314-5)                                              | 233 314-4                | 233            | DB                                            | verkehrsrot                                           | betriebsfähig                                                                                                |
| 232 904-3 (ehem. 232 320-2 / 234 320-0)                                  | 232 904-3                | 232.9 (ex 234) | LEG                                           | verkehrsrot (mit „Holland-Latz“) LEG, in Aufarbeitung | |
| 233 321-9 (ehem. 232 321-0)                                              | 233 321-9                | 233            | DB                                            | verkehrsrot                                           | betriebsfähig                                                                                                |
| 233 322-7 (ehem. 232 322-8)                                              | 233 322-7                | 233            | DB                                            | verkehrsrot                                           | abgestellt Aw Cottbus, nicht betriebsfähig                                                                   |
| 630 100-2 UIC: (92 51 5630 100-2 PL-WAGON) (ehem. 233 326-8 / 232 326-9) | BR233 326-8              | 233            | WAGON                                         | schwarz/blau                                          | betriebsfähig                                                                                                |
| 232 333-5                                                                | 232 333-5                | 232            | WFL                                           | rot/weiß                                              | betriebsfähig                                                                                                |
| 232 334-3                                                                | 132 334-4                | 232            | EBS                                           | bordeauxrot                                           | betriebsfähig                                                                                                |
| 241 338-3 (ehem. 232 338-4)                                              | 241 338-3                | 241.0          | TRG                                           | grün/rot mit weißem Latz                              | betriebsfähig                                                                                                |
| 232 347-5                                                                | 232 347-5                | 232            | DB                                            | verkehrsrot                                           | betriebsfähig                                                                                                |
| 241 353-2 (ehem. 232 353-3)                                              | 241 353-2                | 241.0          | EBS                                           | schwarz                                               | betriebsfähig                                                                                                |
| 232 356-6                                                                | 232 356-6                | 232            | WFL                                           | bordeauxrot                                           | betriebsfähig                                                                                                |
| 232 358-2                                                                | 232 358-2                | 232            | KRIS                                          | schwarz/gelb                                          | in Polen im Einsatz, betriebsfähig                                                                           |
| 232 359-0                                                                | 232 359-0                | 232            | WFL                                           | verkehrsrot                                           | abgestellt Neustrelitz, nicht betriebsfähig                                                                  |
| 07 367-2 (UIC: 92 52 0007 367-2 BG-ТSV) (ehem. 232 367-3 / 233 367-2)    | 9252-000-7367-2          | 233            | ТSV                                           | verkehrsrot                                           | betriebsfähig                                                                                                |
| 232 372-3                                                                | 232 372-3                | 232            | DB                                            | orientrot (nach bordeaux-Schema)                      | DB Museum, Nürnberg, nicht betriebsfähig                                                                     |
| 233 373-0 (ehem. 232 373-1)                                              | 233 373-0                | 233            | TLVG                                          | verkehrsrot                                           | nicht betriebsfähig                                                                                          |
| 232 375-6                                                                | 232 375-6                | 232            | DMHK                                          | bordeauxrot                                           | nicht betriebsfähig                                                                                          |
| 232 446-5 (ehem. 232 387-1)                                              | V 300.18                 | 232            | SGL                                           | gelb/weiß                                             | Wiederaufbau von 232 387-1 mit Teilen der verunfallten 232 446-5, nicht betriebsfähig (in Hauptuntersuchung) |
| 232 388-9                                                                | 232 388-9                | 232            | WFL                                           | verkehrsrot                                           | abgestellt Neustrelitz, nicht betriebsfähig                                                                  |
| 232 401-0                                                                | 232 401-0                | 232            | DB                                            | rot/weiß                                              | betriebsfähig                                                                                                |
| 232 404-4                                                                | V 300 001                | 232            | STARK                                         | grün mit weißem Latz                                  | Motor CAT3606, nicht betriebsfähig                                                                           |
| 232 405-1                                                                | V 300 002                | 232            | STARK                                         | grün mit weißem Latz                                  | Motor CAT3606, nicht betriebsfähig                                                                           |
| 650 032-7 (UIC: 92 51 3650 032-7 PL-SKINE) (ehem. 232 408-5)             | 3 650 032-7 BR 232-408-5 | 232            | SKINE                                         | blau/weiß                                             | betriebsfähig                                                                                                |
| 232 409-3                                                                | 232 409-3                | 232            | DB                                            | rot/weiß                                              | betriebsfähig                                                                                                |
| 07 411-5 (UIC: 92 52 1107 411-5 BG-DBSBG) (ehem. 232 411-5)              | 07 411-5                 | 232            | DBSBG                                         | verkehrsrot                                           | betriebsfähig                                                                                                |
| 232 413-5                                                                | 232 413-5                | 232            | SKINE                                         | grün/grau/schwarz                                     | Motor Kolomna 12D49, betriebsfähig                                                                           |
| 232 416-8                                                                | 232 416-8                | 232            | LEG                                           | verkehrsrot                                           | betriebsfähig                                                                                                |
| 232 905-0 (ehem. 232 423-4 / 234 423-2)                                  | 232 905-0                | 232.9 (ex 234) | DBSR                                          | verkehrsrot (mit „Holland-Latz“)                      | 2016 nach Rumänien überführt, weiterer Verbleib nicht bekannt                                                |
| 232 426-7                                                                | 232 426-7                | 232            | NREC                                          | bordeauxrot                                           | betriebsfähig                                                                                                |
| 232 428-3                                                                | 232 428-3                | 232            | DB                                            | verkehrsrot                                           | betriebsfähig                                                                                                |
| 232 429-1                                                                | V 300 004                | 232            | STARK                                         | grün mit weißem Latz                                  | Motor CAT3606, betriebsfähig                                                                                 |
| 232 434-1                                                                | 232 434-1                | 232            | ?                                             | orientrot                                             | Verbleib unbekannt (Letzter bekannter Verbleib: abgestellt Nymburk)                                          |
| 648 004-3 UIC: (92 55 0648 004-3 H-KARP) (ehem. 232 441-6 / 233 441-5)   | 648 004                  | 233            | KARP                                          | verkehrsrot                                           | betriebsfähig                                                                                                |
| 232 443-2                                                                | BR 232-443-2             | 232            | PLATA                                         | blau/silber                                           | Ecco Rail Sp. z o.o., Wrocław, betriebsfähig                                                                 |
| 232 448-1                                                                | 232 448-1                | 232            | ID                                            | schwarz/rot                                           | betriebsfähig                                                                                                |
| 241 449-8 (ehem. 232 449-9)                                              | 241 449-8                | 241.0          | STARK                                         | grün mit weißem Latz                                  | betriebsfähig                                                                                                |
| 233 450-6 (ehem. 232 450-7)                                              | 233 450-6                | 233            | DB                                            | verkehrsrot                                           | abgestellt SSM Chemnitz, nicht betriebsfähig                                                                 |
| 233 451-4 (ehem. 232 451-5)                                              | 233 451-4                | 233            | EBS                                           | verkehrsrot                                           | nicht betriebsfähig                                                                                          |
| 233 452-2 (ehem. 232 452-3)                                              | 233 452-2                | 233            | DB                                            | verkehrsrot                                           | betriebsfähig                                                                                                |
| 648 101-7 UIC: (92 55 0648 101-7 H-MTMG) (ehem. 232 055-4)               | 648 101-7                | 232            | MTMG                                          | blau/bordeauxrot                                      | betriebsfähig                                                                                                |
| 232 457-2                                                                | BR232 457-2              | 232            | CTLL                                          | silber                                                | betriebsfähig                                                                                                |
| 233 458-9 (ehem. 232 458-0)                                              | 233 458-9                | 233            | WAGON                                         | schwarz/blau                                          | April 2020 an Wagon-Rent Miroslaw Maszonski [PL], nicht betriebsfähig                                        |
| 232 461-4                                                                | BR232 461-4              | 232            | CTLL                                          | silber                                                | betriebsfähig                                                                                                |
| 232 469-7                                                                | 232 469-7                | 232            | DB                                            | verkehrsrot                                           | betriebsfähig                                                                                                |
| 232 472-1                                                                | 232 472-1                | 232            | DB                                            | verkehrsrot                                           | betriebsfähig                                                                                                |
| 233 478-7 (ehem. 232 478-8)                                              | 233 478-7                | 233            | DB                                            | verkehrsrot                                           | betriebsfähig                                                                                                |
| 232 484-6                                                                | 232 484-6                | 232            | DB                                            | rot/weiß                                              | betriebsfähig                                                                                                |
| 233 486-0 (ehem. 232 486-1)                                              | 233 486-0                | 233            | WAGON                                         | schwarz/blau                                          | April 2020 an Wagon-Rent Miroslaw Maszonski [PL], nicht betriebsfähig                                        |
| 232 488-7                                                                | 232 488-7                | 232            | ?                                             | orientrot                                             | Verbleib unbekannt (Letzter bekannter Verbleib: abgestellt Nymburk)                                          |
| 232 489-5                                                                | 315                      | 232            | MEG                                           | verkehrsrot                                           | betriebsfähig                                                                                                |
| 233 493-6 (ehem. 232 493-7)                                              | 233 493-6                | 233            | DB                                            | goldgelb                                              | DB Bahnbau Gruppe, betriebsfähig                                                                             |
| 232 498-6                                                                | 232 498-6                | 232            | DB                                            | verkehrsrot                                           | betriebsfähig                                                                                                |
| 232 500-9                                                                | BR232-500                | 232            | ID                                            | schwarz/rot                                           | betriebsfähig                                                                                                |
| 232 502-5                                                                | BR232-502                | 232            | ID                                            | schwarz/rot                                           | betriebsfähig                                                                                                |
| 232 505-8                                                                | BR232-505                | 232            | ID                                            | schwarz/rot                                           | betriebsfähig                                                                                                |
| 233 510-7 (ehem. 232 510-8)                                              | 233 510-7                | 233            | DB                                            | verkehrsrot                                           | abgestellt SSM Chemnitz, nicht betriebsfähig                                                                 |
| 233 511-5 (ehem. 232 511-6)                                              | 233 511-5                | 233            | DB                                            | verkehrsrot                                           | betriebsfähig                                                                                                |
| 232 512-4                                                                | 232 512-4                | 232            | DB                                            | rot/weiß                                              | betriebsfähig                                                                                                |
| 233 515-6 (ehem. 232 515-7)                                              | 233 515-6                | 233            | DOL                                           | verkehrsrot                                           | nicht betriebsfähig                                                                                          |
| 232 519-9                                                                | 232 519-9                | 232            | CTLL                                          | verkehrsrot                                           | nicht betriebsfähig                                                                                          |
| 233 521-4 (ehem. 232 521-5)                                              | 233 521-4                | 233            | DB                                            | verkehrsrot                                           | betriebsfähig                                                                                                |
| 233 525-5 (ehem. 232 525-6)                                              | 233 525-5                | 233            | DB                                            | verkehrsrot                                           | betriebsfähig                                                                                                |
| 232 527-2                                                                | 232 527-2                | 232            | WFL                                           | orientrot                                             | betriebsfähig                                                                                                |
| 232 528-0                                                                | 232 528-0                | 232            | DB                                            | verkehrsrot                                           | betriebsfähig                                                                                                |
| 232 529-8                                                                | 232 529-8                | 232            | CTLL                                          | verkehrsrot                                           | nicht betriebsfähig                                                                                          |
| 232 530-6                                                                | 232 530-6                | 232            | ?                                             | verkehrsrot                                           | Verbleib unbekannt (Letzter bekannter Verbleib: abgestellt Nymburk)                                          |
| 232 531-4                                                                | 232 531-4                | 232            | DB                                            | rot/weiß                                              | betriebsfähig                                                                                                |
| 232 534-8                                                                | BR232 534-8              | 232            | CTLL                                          | silber                                                | betriebsfähig                                                                                                |
| 232 535-5                                                                | 232 535-5                | 232            | WFL                                           | orientrot (nach bordeaux-Schema)                      | betriebsfähig                                                                                                |
| 648 002-7 UIC: (92 55 0648 002-7 H-GYSEV) (ehem. 232 536-3 / 233 536-2)  | 648 002                  | 233            | GYSEV                                         | grün/weiß/gelb                                        | betriebsfähig                                                                                                |
| 650 031-9 UIC: (92 51 3650 031-9 EE-SKINE) (ehem. 232 537-1)             | BR232 537-1              | 232            | SKINE                                         | blau/weiß                                             | betriebsfähig                                                                                                |
| 651 001-5 UIC: (92 53 0651 001-5 RO-DBSR) (ehem. 232 541-3)              | /                        | 232            | DBSR                                          | verkehrsrot                                           | betriebsfähig                                                                                                |
| 651 002-3 UIC: (92 53 0651 002-3 RO-DBSR) (ehem. 232 543-9)              | /                        | 232            | DBSR                                          | verkehrsrot                                           | betriebsfähig                                                                                                |
| 630 100-2 UIC: (92 51 5630 097-0 PL-WAGON) (ehem. 233 547-9 / 232 547-0) | BR233 547-9              | 233            | WAGON                                         | schwarz/blau                                          | betriebsfähig                                                                                                |
| 232 550-4                                                                | 232 550-4                | 232            | DB                                            | bordeauxrot                                           | DB Bahnbau Gruppe, betriebsfähig                                                                             |
| 651 003-1 UIC: (92 53 0651 003-1 RO-DBSR) (ehem. 232 559-5)              | /                        | 232            | DBSR                                          | verkehrsrot                                           | betriebsfähig                                                                                                |
| 232 561-1                                                                | 232 561-1                | 232            | LEG                                           | verkehrsrot                                           | Ersatzteilspender, nicht betriebsfähig                                                                       |
| 630 102-8 UIC: (92 51 5630 102-8 PL-WAGON) (ehem. 233 562-8 / 232 562-9) | BR233 562-8              | 233            | WAGON                                         | schwarz/blau                                          | betriebsfähig                                                                                                |
| 232 567-8                                                                | 232 567-8                | 232            | DB                                            | verkehrsrot                                           | betriebsfähig                                                                                                |
| 232 568-6                                                                | BR232 568-6              | 232            | CTLL                                          | silber                                                | betriebsfähig                                                                                                |
| 232 569-4                                                                | 232 569-4                | 232            | DB                                            | verkehrsrot                                           | betriebsfähig                                                                                                |
| 232 571-0                                                                | 232 571-0                | 232            | DB                                            | verkehrsrot                                           | betriebsfähig                                                                                                |
| 233 572-8 (ehem. 232 572-9)                                              | 233 572-8                | 233            | DB                                            | verkehrsrot                                           | abgestellt SSM Chemnitz, nicht betriebsfähig                                                                 |
| 651 014-8 UIC: (92 53 0651 014-8 RO-DBSR) (ehem. 232 579-3)              | /                        | 232            | DBSR                                          | verkehrsrot                                           | betriebsfähig                                                                                                |
| 232 583-5                                                                | BR232-583-5              | 232            | KRIS                                          | schwarz/gelb                                          | betriebsfähig                                                                                                |
| 233 586-7 (ehem. 232 586-8)                                              | 233 586-7                | 233            | DB                                            | verkehrsrot                                           | abgestellt SSM Chemnitz, nicht betriebsfähig                                                                 |
| 232 587-6                                                                | 232 587-6                | 232            | DB                                            | verkehrsrot                                           | betriebsfähig                                                                                                |
| 630 095-4 UIC: (92 51 5630 095-4 PL-WAGON) (ehem. 233 588-3 / 232 588-4) | BR233 588-3              | 233            | WAGON                                         | schwarz/blau                                          | betriebsfähig                                                                                                |
| 232 589-2                                                                | 232 589-2                | 232            | DB                                            | verkehrsrot                                           | betriebsfähig                                                                                                |
| 232 592-6                                                                | 232 592-6                | 232            | EBS                                           | schwarz                                               | betriebsfähig, LED-Außenlichter und Spitzenlicht                                                             |
| 630 098-8 UIC: (92 51 5630 098-8 PL-WAGON) (ehem. 233 596-6 / 232 596-7) | BR233 596-6              | 233            | WAGON                                         | schwarz/blau                                          | betriebsfähig                                                                                                |
| 651 004-9 UIC: (92 53 0651 004-9 RO-DBSR) (ehem. 232 598-3)              | /                        | 232            | DBSR                                          | verkehrsrot                                           | betriebsfähig                                                                                                |
| 07 600-3 (UIC: 92 52 1107 600-3 BG-DBSBG) (ehem. 232 600-7)              | 07 600-3                 | 232            | DBSBG                                         | verkehrsrot                                           | betriebsfähig                                                                                                |
| 232 601-5                                                                | 232 601-5                | 232            | WFL                                           | bordeauxrot                                           | betriebsfähig                                                                                                |
| 232 609-8                                                                | 232 609-8                | 232            | DB                                            | verkehrsrot                                           | betriebsfähig                                                                                                |
| 07 613-0 (UIC: 92 52 1107 613-0 BG-DBSBG) (ehem. 232 613-0)              | 07 613-0                 | 232            | DBSBG                                         | verkehrsrot                                           | betriebsfähig                                                                                                |
| 651 005-6 UIC: (92 53 0651 005-6 RO-DBSR) (ehem. 232 614-8)              | /                        | 232            | DBSR                                          | verkehrsrot                                           | betriebsfähig                                                                                                |
| 233 616-2 (ehem. 232 616-3)                                              | 233 616-2                | 233            | DB                                            | verkehrsrot                                           | abgestellt SSM Chemnitz, nicht betriebsfähig                                                                 |
| 651 006-4 UIC: (92 53 0651 006-4 RO-DBSR) (ehem. 232 617-1)              | /                        | 232            | DBSR                                          | verkehrsrot                                           | betriebsfähig                                                                                                |
| 232 618-9                                                                | 232 618-9                | 232            | DB                                            | verkehrsrot                                           | betriebsfähig                                                                                                |
| 233 622-0 (ehem. 232 622-1)                                              | 233 622-0                | 233            | DB                                            | verkehrsrot                                           | abgestellt SSM Chemnitz, nicht betriebsfähig                                                                 |
| 233 625-3 (ehem. 232 625-4)                                              | 233 625-3                | 233            | WAGON                                         | verkehrsrot                                           | April 2020 an Wagon-Rent Miroslaw Maszonski [PL], nicht betriebsfähig                                        |
| 232 635-3                                                                | 232 635-3                | 232            | DB                                            | verkehrsrot                                           | betriebsfähig                                                                                                |
| 233 636-0 (ehem. 232 636-1)                                              | 233 636-0                | 233            | DB                                            | verkehrsrot                                           | betriebsfähig                                                                                                |
| 630 101-0 UIC: (92 51 5630 101-0 PL-WAGON) (ehem. 233 643-6 / 232 643-7) | BR233 643-6              | 233            | WAGON                                         | schwarz/grün                                          | betriebsfähig                                                                                                |
| 233 652-7 (ehem. 232 652-8)                                              | 233 652-7                | 233            | DB                                            | verkehrsrot                                           | abgestellt SSM Chemnitz, nicht betriebsfähig                                                                 |
| 651 015-5 UIC: (92 53 0651 015-5 RO-DBSR) (ehem. 232 653-6)              | /                        | 232            | DBSR                                          | verkehrsrot                                           | betriebsfähig                                                                                                |
| 232 654-4                                                                | 232 654-4                | 232            | DB                                            | verkehrsrot                                           | betriebsfähig                                                                                                |
| 232 909-2 (ehem. 232 657-7 / 234 657-5)                                  | 232 909-2                | 232.9 (ex 234) | DB                                            | verkehrsrot (mit „Holland-Latz“)                      | betriebsfähig                                                                                                |
| 232 658-5                                                                | 232 658-5                | 232            | DB                                            | rot/weiß                                              | betriebsfähig                                                                                                |
| 232 660-1                                                                | 232 660-1                | 232            | PROT                                          | schwarz/orange                                        | betriebsfähig                                                                                                |
| 233 662-6 (ehem. 232 662-7)                                              | 233 662-6                | 233            | DB                                            | verkehrsrot                                           | abgestellt Aw Cottbus, nicht betriebsfähig                                                                   |
| 07 663-1 (UIC: 92 52 1107 663-1 BG-DBSBG) (ehem. 232 663-1)              | 07 663-1                 | 232            | DBSBG                                         | verkehrsrot                                           | betriebsfähig                                                                                                |
| 232 665-0                                                                | BR232-665-0              | 232            | MPL                                           | blau                                                  | betriebsfähig                                                                                                |
| 232 668-4                                                                | 232 668-4                | 232            | DB                                            | verkehrsrot                                           | betriebsfähig                                                                                                |
| 232 669-2                                                                | 232 669-2                | 232            | DB                                            | verkehrsrot                                           | betriebsfähig                                                                                                |
| 232 673-4                                                                | 232 673-4                | 232            | LEG                                           | orientrot                                             | betriebsfähig                                                                                                |
| 07 678-3 (UIC: 92 52 1107 678-3 BG-DBSBG) (ehem. 232 678-3)              | 07 678-3                 | 232            | DBSBG                                         | verkehrsrot                                           | betriebsfähig                                                                                                |
| 648 103-3 UIC: (92 55 0648 103-3 H-SKINE) (ehem. 232 682-5)              | 648 103-3                | 232            | SKINE                                         | grün/grau/schwarz                                     | betriebsfähig                                                                                                |
| 233 683-2 (ehem. 232 683-3)                                              | 233 683-2                | 233            | DOL                                           | verkehrsrot                                           | nicht betriebsfähig                                                                                          |
| 232 684-1                                                                | V 300 003                | 232            | STARK                                         | grün mit weißem Latz                                  | Motor CAT3606, nicht betriebsfähig                                                                           |
| 651 009-8 UIC: (92 53 0651 009-8 RO-DBSR) (ehem. 232 685-8)              | /                        | 232            | DBSR                                          | verkehrsrot                                           | betriebsfähig                                                                                                |
| 630 096-2 UIC: (92 51 5630 096-2 PL-WAGON) (ehem. 233 689-9 / 232 689-0) | BR233 970                | 233            | WAGON                                         | schwarz/blau                                          | betriebsfähig                                                                                                |
| 232 690-8                                                                | 232 690-8                | 232            | EBS                                           | orientrot (nach bordeaux-Schema)                      | betriebsfähig                                                                                                |
| 620 618-0 UIC: (92 51 3620 618-0 PL-SKINE) (ehem. 232 693-2)             | BR232-693-2              | 232            | SKINE                                         | grün/grau/schwarz                                     | betriebsfähig                                                                                                |
| 233 696-4 (ehem. 232 696-5)                                              | 233 696-4                | 233            | LEG                                           | verkehrsrot                                           | nicht betriebsfähig                                                                                          |
| 241 697-2 (ehem. 232 697-3)                                              | 241 697-2                | 241.0          | STARK                                         | grün/rot mit weißem Latz                              | betriebsfähig                                                                                                |
| 233 698-0 (ehem. 232 698-1)                                              | 233 698-0                | 233            | DB                                            | verkehrsrot                                           | betriebsfähig                                                                                                |
| 232 908-4 (ehem. 232 699-9)                                              | 232 908-4                | 232.9 (ex 232) | DB                                            | verkehrsrot (mit „Holland-Latz“)                      | Zweitbesetzung, nicht aus 234 umgebaut, betriebsfähig                                                        |
| 232 701-3                                                                | 232 701-3                | 232            | BDMW                                          | orientrot (nach bordeaux-Schema)                      | betriebsfähig                                                                                                |
| 232 703-9                                                                | 232 703-9                | 232            | DB                                            | verkehrsrot                                           | betriebsfähig                                                                                                |
| 232 704-7                                                                | 232 704-7                | 232            | SKINE                                         | grün/rot mit weißem Latz                              | betriebsfähig                                                                                                |
| 233 705-3 (ehem. 232 705-4)                                              | 233 705-3                | 233            | DB                                            | verkehrsrot                                           | abgestellt SSM Chemnitz, nicht betriebsfähig                                                                 |
| 233 709-5 (ehem. 232 709-5)                                              | 233 709-5                | 233            | DB                                            | verkehrsrot                                           | abgestellt Aw Cottbus, nicht betriebsfähig                                                                   |

#### DR-Baureihe 142 / DB-Baureihe 242

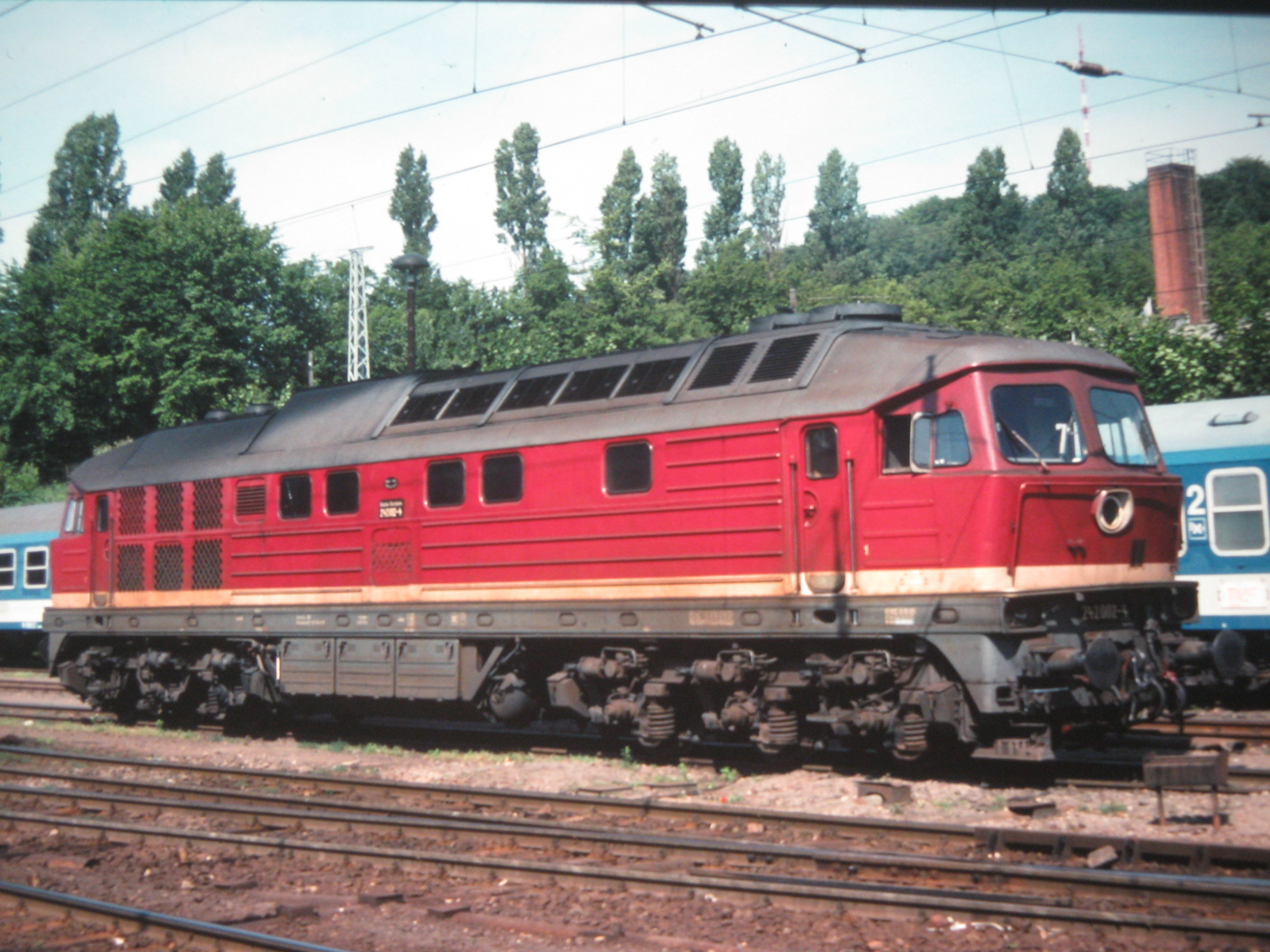
142 002 in Sassnitz 1993

Nach ihrer Präsentation im Jahr 1975 auf der Leipziger Messe wurden 1977 und 1978 sechs Lokomotiven mit einer Motorleistung von 4000 PS (2940 kW) und einer Höchstgeschwindigkeit von 120 km/h als Baureihe 142 in Dienst gestellt. Der Hersteller achtete bei dieser im Auftrag der DR entwickelten Baureihe auf die Verwendung möglichst vieler mit den Maschinen der Baureihe 132 tauschbarer Teile sowie darauf, dass die Bedienungs- und Überwachungseinrichtungen der Baureihe 142 denen der Vorgängerbauart entsprechen. Die 142 unterschieden sich vor allem durch einen neuen Hauptgenerator und Fahrmotoren des Typs ED 120, deren Leistung auf 411 kW gesteigert wurde, von der Baureihe 132. Der Dieselmotor 2-5 D49 unterschied sich vom 5 D49 der 132 durch einen neuen Abgasturbolader. Um die ungefederte Masse zu begrenzen, waren die Großräder (= Antriebszahnräder) bei dieser Baureihe erstmals gefedert auf den Radsatzwellen gelagert. Die 142 001 kam nach ihrer Werksprobefahrt am 25. April 1977 zur VES-M Halle (Saale), wo die von der Baureihe 132 abweichenden Baugruppen untersucht sowie die fahrdynamischen Kennlinien aufgenommen wurden. Zur Betriebserprobung kam die Lok zum Bw Halle G. Später kam sie, wie alle weiteren fünf Maschinen, zum Bw Stralsund, die 142 003 und 004 im Jahr 1977, die 142 005 und 006 1978 und die 142 002 1979.
Eingesetzt wurden die 142 001 bis 006 im schweren Durchgangs- und Transitgüterzugdienst auf den nicht elektrifizierten Strecken im Norden der DDR. Die erbrachten Leistungen reichten von Saßnitz im Norden bis Seddin sowie Oebisfelde. Zu den fast nur der Baureihe 142 vorbehaltenen Bespannungsaufgaben gehörten die schweren Kesselwagenzüge mit bis zu 3600 t Zuglast zwischen dem Ölhafen Rostock und dem Petrolchemischen Kombinat Schwedt. Das Bw Stralsund setzte die 142 als Ablösung der Baureihe 03.10 auch vor schweren, überlangen Urlauberzügen ein, um Fahrzeitverlusten infolge ungenügender Beschleunigungswerte vorzubeugen. Inzwischen wurde auf politischer Ebene aber die Entscheidung getroffen, die wichtigsten Hauptstrecken auch im Norden zu elektrifizieren, so dass man auf weitere Bestellungen der Baureihe 142 verzichtete.
Durch die Wende und die verbundenen Begleitumstände sanken die Leistungen im schweren Güterzugdienst erheblich, was die Baureihe 142 als Splitterbaureihe schließlich überflüssig machte. Die Lokomotiven wurden im letzten eigenen Umlaufplan zur Beförderung von Personenzügen eingesetzt. Zuletzt versahen sie nur noch Schlepp- und Schiebedienste zwischen Sassnitz und Sassnitz Hafen. Im April 1994 stellte das Bw Stralsund alle Maschinen ab.
Die Lokomotiven der Baureihe 142 galten (zusammen mit den später umgebauten 241) als stärkste einmotorige Diesellokomotiven Europas. Erst im Jahr 2006 entstanden mit den Voith Maxima 40 CC noch leistungsfähigere Lokomotiven (3600 kW).

##### Bestand
Verbleib und Bestand der Lokomotiven Baureihe 142/242 (Stand Oktober 2020, falls nicht anders erwähnt):
| Fahrzeugnummer (92 80 1xxx xxx-x)                          | Betreiberbezeichnung | Betreiber (NVR-Bezeichnung) | Bemerkung |
| ---------------------------------------------------------- | -------------------- | --------------------------- | --- |
| 242 001-6                                                  | 142 001-7            | EBS                         | bordeauxrot, betriebsfähig, seit April 2024                                                                                              |
| 232 002-8 (ehem. 242 002-4)                                | 232 002-8            | HFH                         | bei Adtranz auf Kolomna 12 D49 / 3000 PS umgebaut, weiß/türkis, seit Dezember 2021 bei Bulmarket Rail Cargo OOD, Ruse                    |
| 232 001-0 (ehem. 242 003-2)                                | BR 232-01            | ITL                         | bei Adtranz auf Kolomna 12 D49 / 3000 PS umgebaut, Captrain-Lackierung, betriebsfähig                                                    |
| 232 004-4 (ehem. 242 004-0)                                | BR 232-04            | ITL                         | bei Adtranz auf Kolomna 12 D49 / 3000 PS umgebaut, Captrain-Lackierung, betriebsfähig                                                    |
| 640 049-4 UIC: (92 51 3640 054-4 PL-PBC) (ehem. 242 005-7) | BR 232-03            | PBC                         | bei Adtranz auf Kolomna 12 D49 / 3000 PS umgebaut, gelb/grau, betriebsfähig, Anfang 2020 in Polen im Einsatz                             |
| 242 006-5                                                  | 142 006-6            | DB                          | zerlegt 24.11.2009 in Cottbus durch Ziems Recycling GmbH, Malchow. Lok war als Museumslok vorgesehen, wurde allerdings doch verschrottet |

### Umzeichnungen
Mit der Zusammenführung der Deutschen Reichsbahn mit der Deutschen Bundesbahn zur Deutschen Bahn AG nach der Wiedervereinigung wurden die Diesellokomotiven der DR gemäß dem Baureihenschema der DB auf eine führende „2“ umgezeichnet. So entstanden die Baureihen 230, 231, 232 und 242 der Deutschen Bahn. Die Baureihenbezeichnungen 230 und 232 waren lange zuvor schon bei der DB von Einzelgängern belegt worden.

### Umbauten
Zahlreiche Maschinen der Baureihe 232 wurden umgebaut. Durch Umbau und „Remotorisierung“ entstanden die Baureihen 233 (neu motorisiert mit Kolomna 12 D49 M sowie Detailverbesserungen), 234 (64 Exemplare für 140 km/h im Schnellzugdienst ertüchtigt, Teile aus Drehgestellen der Baureihe 130/230 eingebaut) sowie zehn Maschinen der Baureihe 241 (auf 4000 PS Leistung gesteigerte reine Güterzugvariante mit 100 km/h Höchstgeschwindigkeit). Des Weiteren dienten einige 232 als Versuchslokomotiven, z. B. die sechs Maschinen, in denen die DB und DR neue Motoren erprobten, und die 232 237, aus der der Prototyp 232 800 mit 4000 PS und 100 km/h entstand.

#### DB-Baureihe 233

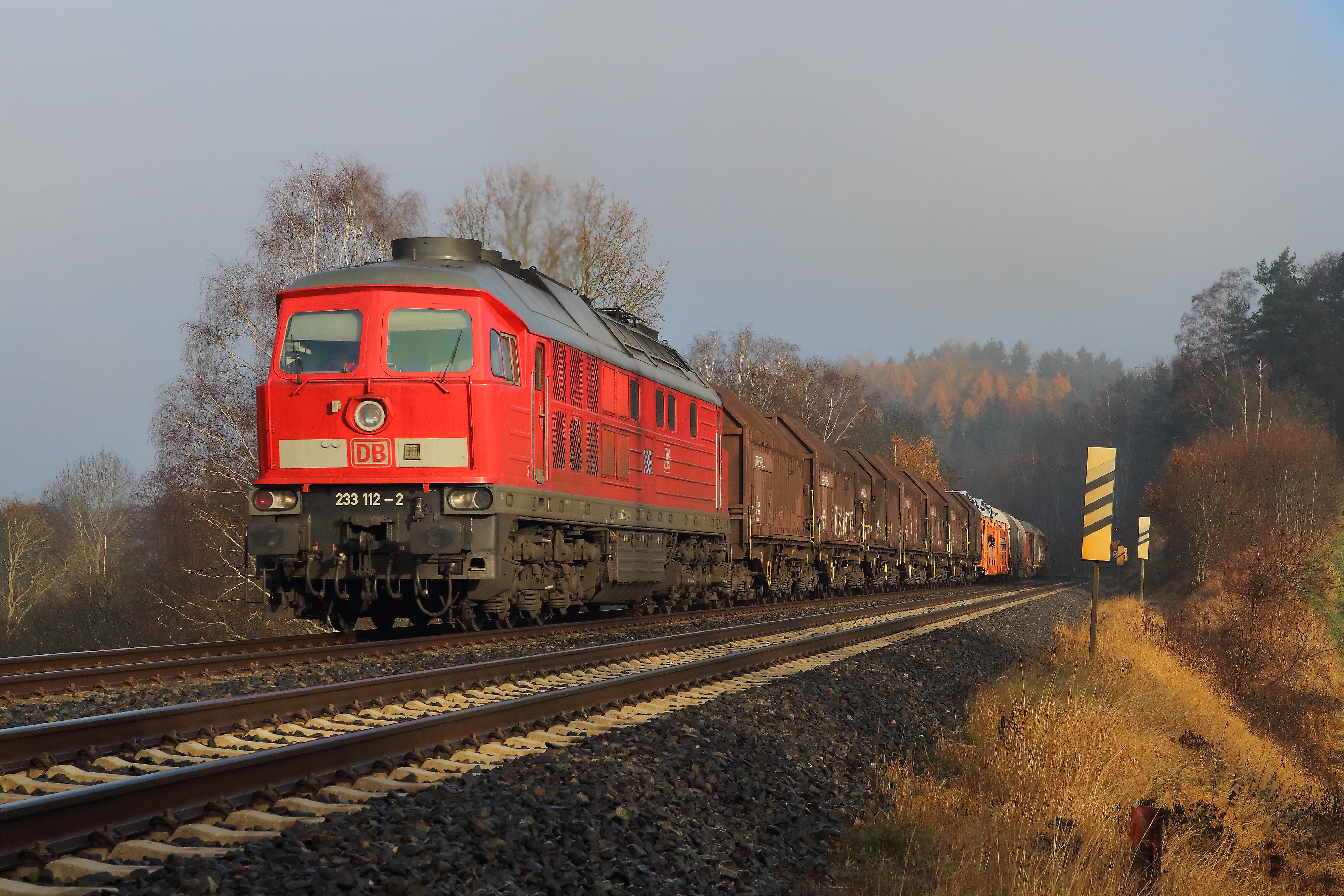
233 112 bei Fattigau
(November 2021)

Bereits nach 1991 wurde ein Ersatzmotor für die Baureihe 232 gesucht, weil einige der Motorgehäuse an der Verschleißgrenze angelangt und die Motoren des Typs 5 D49 allgemein wartungsaufwändig waren. Zugleich sollten die Höchstgeschwindigkeit auf 140 km/h gesteigert sowie der Kraftstoffverbrauch und die Umweltbelastung, z. B. durch Lärm und Abgase, deutlich verringert werden. Es standen Probemotoren von Kolomna, MaK und Caterpillar zur Verfügung.
Die veranschlagten Kosten pro Lokomotive betrugen:
- Kolomna: 792 583 DM (Motor) + 266 057 DM (Um- und Einbau)
- MaK: 1 148 084 DM + 760 005 DM
- Caterpillar: 1 179 620 DM + 778 115 DM[15]

Selbst der Umbau einer 232 auf einen Caterpillar-Antrieb kostete somit nur etwa ein Drittel einer neuen Lok. Die DB und DR planten eine Einsatzdauer der remotorisierten Loks von 15 Jahren.
Der amerikanische Achtzylinder-Reihenmotor des Typs 3608, der je nach Einstellung bis zu 2460 kW abgeben kann, ist sehr schwer und stabil. Dadurch ist er sehr wartungsarm (erste Sollrevision nach 64 000 Motorlaufstunden, für eine Lokomotive wurden jährlich rund 4000 Mh angesetzt), erforderte jedoch den größten Umbauaufwand. Auch der Einbau des MaK-Aggregates war noch sehr aufwendig. Der russische Motor 12 D49 ließ sich mit den wenigsten Umbauten und unter Beibehaltung fast aller von ihm angetriebenen Aggregate im Fahrzeug installieren, denn er besteht zu 80 % aus Teilen des 5 D49 und leistet mit nur noch zwölf Zylindern sowie einem höheren Ladedruck 2206 kW (3000 PS). Das Raw Cottbus warnte jedoch aufgrund der politischen Umstände in der vormaligen Sowjetunion vor Lieferschwierigkeiten des Kolomna-Werkes.
Nach der Erprobung von je zwei Caterpillar- (Einbau in die Lokomotiven 234 548 und 565), MaK- (234 555 und 630) und Kolomna-Motoren (234 440 und 657) beließ es die inzwischen für eine Entscheidung zuständige Zentrale des Geschäftsbereichs Traktion in Frankfurt am Main 1994 jedoch bei diesen Versuchen, ohne dass es (vorerst) zu einer Remotorisierung im großen Stil kam. Zum einen gelangen inzwischen weitere Verbesserungen am 5 D49, zum anderen setzte man die Grenznutzungsdauer der Lokomotiven nun nur bis 2004 an. Ersatzteile und -motoren sollten deshalb nun von ausgemusterten Loks gewonnen werden.
Erst Anfang 2000 fiel eine Vorentscheidung, bei künftigen Umbauten den inzwischen weiterentwickelten Motor 12 D49 M aus Kolomna zu verwenden. Dabei flossen Erfahrungen mit Caterpillar-3606-Motoren, die bis dahin in einige 231 bzw. 232 anderer Eisenbahnunternehmen eingebaut worden, ein. Das amerikanische Aggregat war hierbei jedoch nur in Lokomotiven ohne Zugheizeinrichtung installiert worden, so dass die aufwendige Anpassung des Motors an die ZEV entfiel. (Siehe Abschnitt: »Umbauten außerhalb der DB AG«)
Man erwartete durch die Modernisierung u. a. eine Senkung des Treibstoffverbrauchs um etwa 8 %. Allerdings war Kolomna, wie erwartet, lange nicht in der Lage, seinen Lieferverpflichtungen nachzukommen. 2001 gab DB Cargo den Umbau 64 erhaltenswerter Loks der Baureihe 232 in Auftrag, um diese für einen Betrieb bis 2020 zu ertüchtigen. Im Zuge dieser Maßnahme kamen weitere Neuerungen dazu, unter anderem Sonnenrollos, Sandgebläse, Vorrüstung für eine Klimaanlage, Zweikreiskühlsystem, Asbestsubstitution, Bandanzeigen für Vorräte, Tankrestnutzung, ein Traktionsgleichrichter mit nur noch zwölf Dioden, eine neue Spurkranzschmierung, Papierluftfilter mit einseitiger Ansaugung sowie eine andere Ansteuerung der Kühlerlüfter und Jalousien. Der Ausstoß an Stickoxiden sank um etwa 40 %, die Gesamtmasse, vor allem durch den Wegfall von vier Zylindern, auf 122 t.
Die Lokomotiven sind von außen durch ein zusätzliches Fenster auf der B-Seite und einen anderen Klang des Dieselmotors (durch den verkürzten Schalldämpfer) zu erkennen. Im Motorleerlauf sowie Fahrstufe 1 werden wie beim 5 D49 6 Zylinder (5 D49 8 Zylinder) durch die Zylindergruppenabschaltung abgeschaltet. Diese modernisierten Lokomotiven mit einer auf 1900 kW gesteigerten Traktionsleistung erhielten nun die Baureihenbezeichnung 233 unter Beibehaltung der alten Ordnungsnummer.
Da die Anfang der 1990er Jahre für den Einsatz im IC- und IR-Dienst noch geforderte Höchstgeschwindigkeit von 140 km/h aufgrund von Streckenelektrifizierungen und Anderem inzwischen kaum noch gebraucht wurde, behielt die Baureihe 233 die Untersetzung für 120 km/h. Dennoch wurde die Zugheizeinrichtung bei allen 233 unangetastet gelassen, um sie bedarfsweise auch vor Reisezügen einsetzen zu können, jedoch zur Verringerung von Wartungskosten außer Betrieb gesetzt.

#### DR / DB-Baureihe 234

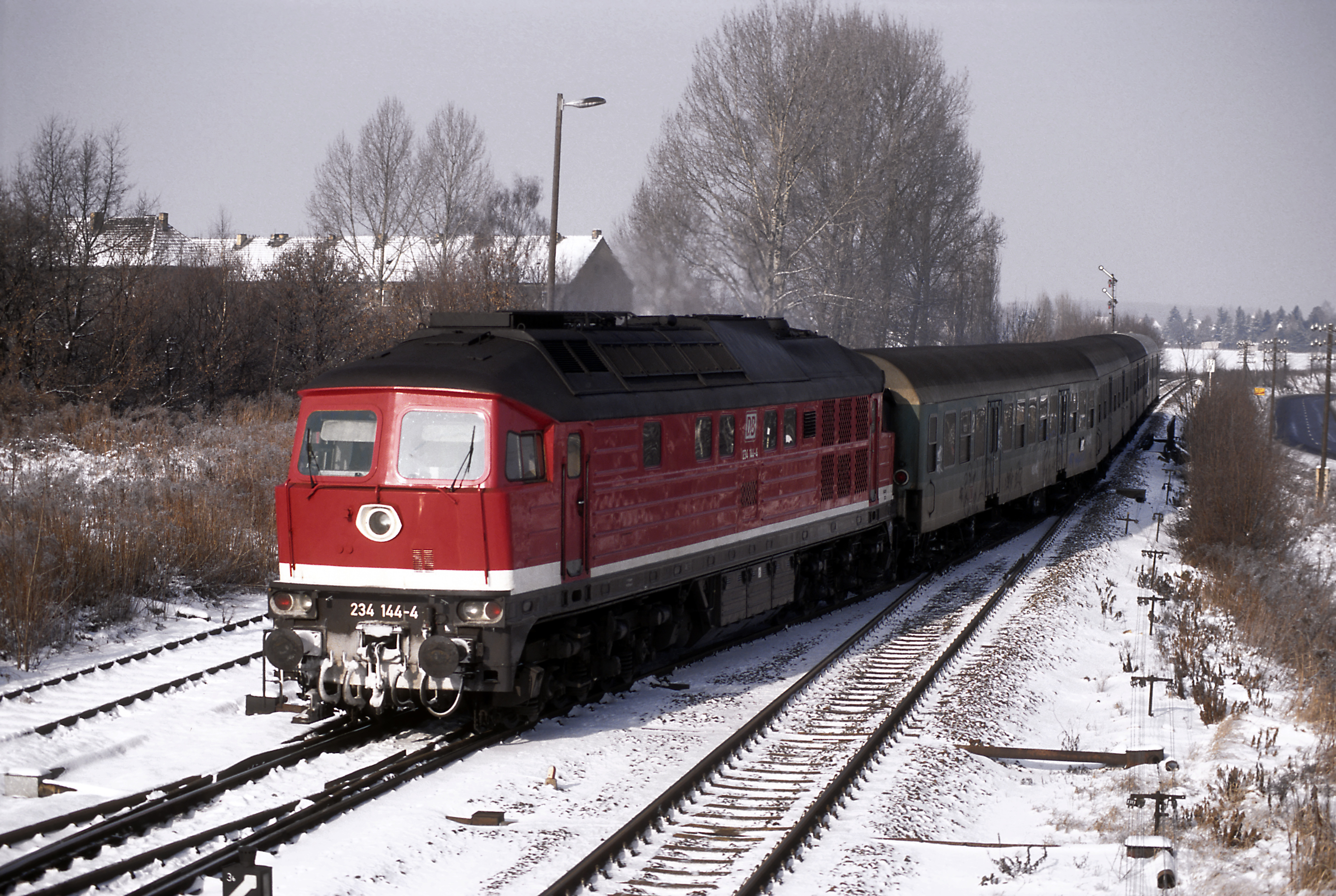
234 144 in Liebertwolkwitz
(Januar 1996)

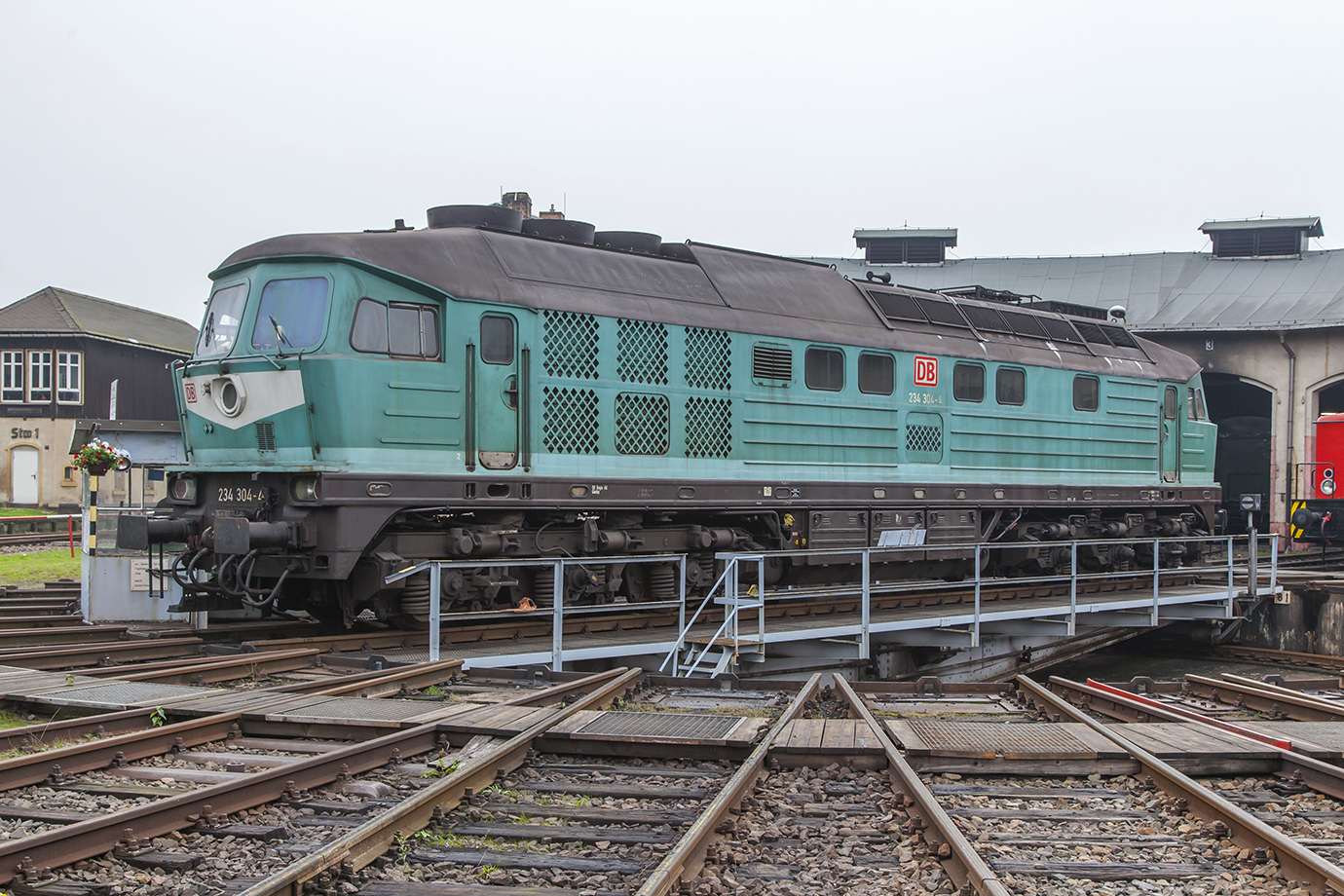
234 304 im Bahnhof Nossen
(August 2015)

Für den IR- und IC-Dienst in den neuen Bundesländern auf den für 140 km/h (teilweise auch für 160 km/h) ertüchtigten Strecken benötigte man nach der Wende dringend leistungsstarke und schnelle Dieselloks für Geschwindigkeiten von 140 km/h mit entsprechend hoher Zugleistung, die die DB-Baureihe 218 nicht erbringen kann. Im Jahr 1991 plante die Hauptverwaltung Maschinenwirtschaft, die Höchstgeschwindigkeit der Lokomotiven der Baureihe 132 anzuheben, um sie auf den damals noch nicht elektrifizierten Strecken Berlin–Hamburg und Berlin–Hannover im IR- und IC-Dienst einzusetzen. Nach Absprachen mit dem Raw Cottbus war das relativ unkompliziert möglich, weil die konstruktive Auslegung des Fahrzeugteils für 140 km/h, wie sie für die Baureihe 130 vorgenommen worden war, vom Hersteller beibehalten worden war. Unter Verwendung von Fahrmotoren, Achsgetrieben und Drehgestellteilen der Baureihe 130, die nur noch begrenzt benötigt wurde, war der Umbau weitgehend unproblematisch. Die erste umgebaute Lokomotive war die 132 335, die im November 1991 bei Versuchsfahrten auf der Strecke Dresden–Berlin eine Höchstgeschwindigkeit von 145 km/h erreichte. Die für 140 km/h tauglichen Lokomotiven erhielten unter Beibehaltung der Ordnungsnummer die Baureihenbezeichnung 234, wobei die Ziffer 4 auf die neue Höchstgeschwindigkeit hinweisen sollte. Für den Einsatz im Wendezugbetrieb wurde in 23 Maschinen eine zeitmultiplexe Wendezugsteuerung eingebaut und die ZEV von 35 Loks speziell für die Bespannung von IR- und IC-Zügen angepasst. Zunächst war das Bw Berlin Hauptbahnhof (heute: Ostbahnhof) alleine für die Beheimatung zuständig; als der Endbestand von 64 umgebauten Lokomotiven erreicht war, waren sie auf die Bw Schwerin, Görlitz, Reichenbach und Pankow verteilt. Die Lokomotiven der Baureihe 234 fielen durch eine überdurchschnittliche Störungsrate auf. Zeitweilig waren 20 % der Maschinen schadhaft. Das lag aber weniger an den Loks selbst, sondern eher an einer ungeeigneten Wartungsorganisation. Zum einen wurden die Lokomotiven häufig von einer Dienststelle an die nächste weitergereicht, zum anderen konnte und wollte die Deutsche Bahn sich eine so arbeitsaufwändige Wartung und Pflege, wie sie den Loks zu Reichsbahnzeiten zugedacht wurde und vor allem beim Motor auch unbedingt notwendig war, einfach nicht leisten.
Neun Maschinen der Baureihe 234 wurden 2001 für den Einsatz in den Niederlanden umgebaut und als 232.9 bezeichnet. Die zulässige Geschwindigkeit wurde dabei wieder auf 120 km/h reduziert. Ein Einzelgänger ist die 234 304, sie wurde 1995 in den damals üblichen Nahverkehrs-Produktfarben Minttürkis, Pastelltürkis und Lichtgrau lackiert. Nach ihrer Ausmusterung im Jahr 2002 kam sie in den Bestand des DB-Museums. Sie ist als Leihgabe im Bahnbetriebswerk Nossen museal hinterstellt und kann an Festtagen der IG Dampflok Nossen besichtigt werden.
Projekte, die Frontpartie des Führerstandes 1 wendezugtauglicher 234 in zwei Varianten der Form der Stirnseiten der Steuerwagen von Regionalzügen sowie von IR und IC anzupassen und den Führerstand 2 zu einem Aufenthaltsraum für die Zugbegleiter mit einem Übergang zum ersten Wagen umzubauen, blieben aufgrund von Desinteresse der DB unausgeführt.
Der durch Streckenelektrifizierungen u. a. stark zurückgegangene Bedarf an Lokomotiven der Baureihe 234 führte dazu, dass von den einst 64 Exemplaren am 6. Dezember 2002 nur noch zwölf im Dienst standen und 47 Maschinen bis 2012 verschrottet wurden.
Ab 2002 wurden vier Maschinen zur Dienststelle Ulm umbeheimatet, um das IC-Zugpaar 118/119 auf der damals noch nichtelektrifizierten Südbahn bis Lindau und zurück zu bespannen. Durch die Ablösung der bisher eingesetzten, in Doppeltraktion nicht wendezugfähigen Lokomotiven der Baureihe 218 sparte man das Umsetzen in Friedrichshafen. Der Einsatz währte bis in die frühen 2010er Jahre.
Bis zum 7. Februar 2015 befanden sich noch die letzten zwei Lokomotiven der Baureihe 234 (234 242 und 278) im Einsatz bei DB Fernverkehr in Berlin. Seit dem Fahrplanwechsel 2009/2010 wurde eine 234 planmäßig vor den Nachtzug-Leerparks zwischen Berlin-Lichtenberg und Berlin Warschauer Straße eingesetzt. Die zweite 234 war eine feste 186-Reserve in Rummelsburg und kam vor dem Berlin-Warschau-Express zum Einsatz. Nach der Einstellung des EC zwischen Berlin und Stettin verkehren keine Lokomotiven der Baureihe 234 mehr planmäßig vor Fernverkehrszügen.
Die 234 242 und 278 wurden Ende 2017 von DB Fernverkehr an die Schlünß Eisenbahn Logistik aus Wankendorf verkauft.

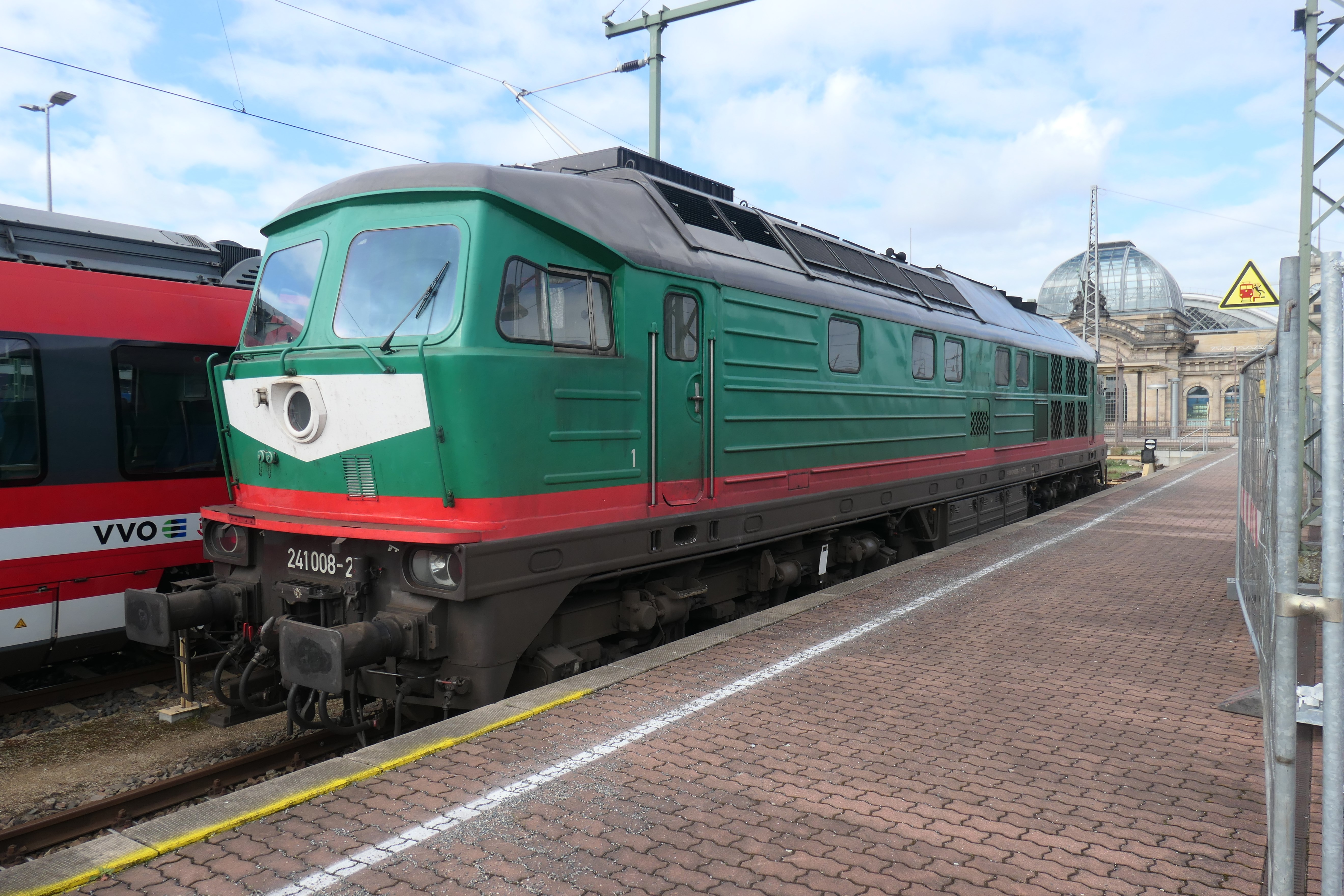
241 008 im Jahr 2024 abgestellt in Dresden Hauptbahnhof

#### DB-Baureihe 241
Im Jahr 1997 wurde die 232 237 aufwendig umgebaut, um eine Leistungssteigerung auf 4000 PS zu erreichen, und dann in 232 800 umgezeichnet. Sie bewältigte einen 4000 t wiegenden Zug bei einer Testfahrt von Eisenhüttenstadt nach Seelze problemlos. Mit den gewonnenen Erkenntnissen wurden in zwei Bauserien 1999 und 2001 je fünf Lokomotiven in die neue Baureihe 241 umgebaut. Sie erhielten neue Dieselmotoren „Kolomna DGA 2-5 D49 M“ und Fahrmotoren des Typs ED 133 mit jeweils 425 kW, verstärkte Bremseinrichtungen, eine Übersetzung für eine Höchstgeschwindigkeit von 100 km/h sowie eine Gleit- und Schleuderschutzeinrichtung.
Die Einrichtungen der zentralen Energieversorgung wurden ausgebaut. Die ersten fünf 241 entstanden aus den 232 008, 338, 353, 449 und 697 unter Beibehaltung der Ordnungsnummern zur Bespannung durchgehender Güterzüge zwischen der Bundesrepublik und den Niederlanden.
Die zweite Kleinserie mit den Nummern 241 801 bis 805 wurde speziell an den grenzüberschreitenden Verkehr nach Belgien zwischen dem Bahnhof Aachen West und Montzen angepasst, wo sie ab 2001 eingesetzt wurden. Die Anpassung umfasste die Verkleinerung der Dachhöhe und die Verlegung der Lüfter in die Dachschräge, damit die Lokomotiven in die belgische Fahrzeugumgrenzung passten. Die Getriebegehäuse erfuhren Änderungen, um deren Kollision mit den in Belgien in Gleismitte angebrachten Crocodile zu verhindern. Da die Lokomotiven nicht mit dem belgischen Zugbeeinflussungssystem MEMOR ausgerüstet wurden, war ihre Höchstgeschwindigkeit in Belgien auf 60 km/h beschränkt. Auch ihre Zuverlässigkeit war unbefriedigend. Seit dem Fahrplanwechsel am 14. Dezember 2008 waren die Lokomotiven nach der Elektrifizierung der Montzenroute nicht mehr zwischen Deutschland und Belgien im Einsatz, wurden wegen abgelaufener Fristen zwischen Februar und Mai 2009 z-gestellt und 2013/14 verschrottet.
Verbleib und Bestand der Lokomotiven Baureihe 241 (Stand Oktober 2020):
| Fahrzeugnummer (92 80 1xxx xxx-x) | Betreiberbezeichnung | Betreiber (NVR-Bezeichnung) | Bemerkung                                         |
| --------------------------------- | -------------------- | --------------------------- | ------------------------------------------------- |
| Baureihe 241:                     |                      |                             |                                                   |
| 241 008-2                         | 241 008-2            | TRL                         | grün/rot mit weißem Latz, betriebsfähig           |
| 241 338-3                         | 241 338-3            | TRG                         | grün/rot mit weißem Latz, betriebsfähig           |
| 241 353-2                         | 241 353-2            | EBS                         | EBS Lackierung (schwarz), betriebsfähig           |
| 241 449-8                         | 241 449-8            | STARK                       | grün/rot mit weißem Latz, betriebsfähig           |
| 241 697-2                         | 241 697-2            | STARK                       | grün/rot mit weißem Latz, betriebsfähig           |
| Baureihe 241.8:                   |                      |                             |                                                   |
| 241 801-0 (ehem. 232 580-1)       | 241 801-0            | DB                          | verkehrsrot, zerlegt 26.06.2013 Scholz, Espenhain |
| 241 802-8 (ehem. 232 706-2)       | 241 802-8            | DB                          | verkehrsrot, zerlegt 28.06.2013 Scholz, Espenhain |
| 241 803-6 (ehem. 232 558-7)       | 241 803-6            | DB                          | verkehrsrot, zerlegt 02.12.2014 Scholz, Espenhain |
| 241 804-4 (ehem. 232 483-9)       | 241 804-4            | DB                          | verkehrsrot, zerlegt 04.12.2014 Scholz, Espenhain |
| 241 805-1 (ehem. 232 284-0)       | 241 805-1            | DB                          | verkehrsrot, zerlegt 08.12.2014 Scholz, Espenhain |

#### Umbauten außerhalb der DB AG
Die DB AG verkaufte zwischen 1997 und 2001 fünf Maschinen (232 155, 404, 405, 429 und 684) an die staatliche »Wismut GmbH«. Letztere ließ die Loks in Cottbus durch den Ausbau der ZEV, den aufwendigen Einbau von Caterpillar-Sechszylinder-Motoren des Typs 3606 und eine Lackierung in den firmentypischen Farben für die Sanierung ehemaliger Uranerzabbaustätten im Raum Ronneburg herrichten. Diese Lokomotiven erhielten bei der Wismut GmbH die Betriebsnummern V 300 001 bis 005. Technische Daten: Motorleistung 1850 kW/2500 PS bei 1000/min, zulässige Höchstgeschwindigkeit 100 km/h.
Adtranz ersetzte die 4000 PS-Motoren der 242 002 bis 005 durch schwächere 12-D49-Aggregate, bevor diese Maschinen, bei Adtranz zunächst als W 232.01 bis 04 geführt, an diverse private Eisenbahnunternehmen gingen.
Vier 231 erhielten bei Adtranz Caterpillar 3606-Motoren und die Bezeichnung W 232.05 – 08.
Vier TЭ 109, die in der Sowjetunion eingesetzt waren, wurden von Fa. Adtranz (unter Beibehaltung des originalen Kolomna-Motors) für deutsche Anforderungen adaptiert, erhielten dort die Bezeichnung W 232.09 bis 12 und wurden gleichfalls an Privatbahnen übergeben.
Die Mehrzahl der Lokomotiven wurden nach wechselnden Einsätzen bei Privatbahnen in Deutschland an Privatbahnen in Polen verkauft. Die meisten von ihnen wurden in der Zwischenzeit verschrottet bzw. als Ersatzteilspender verwendet.

## Einsatz

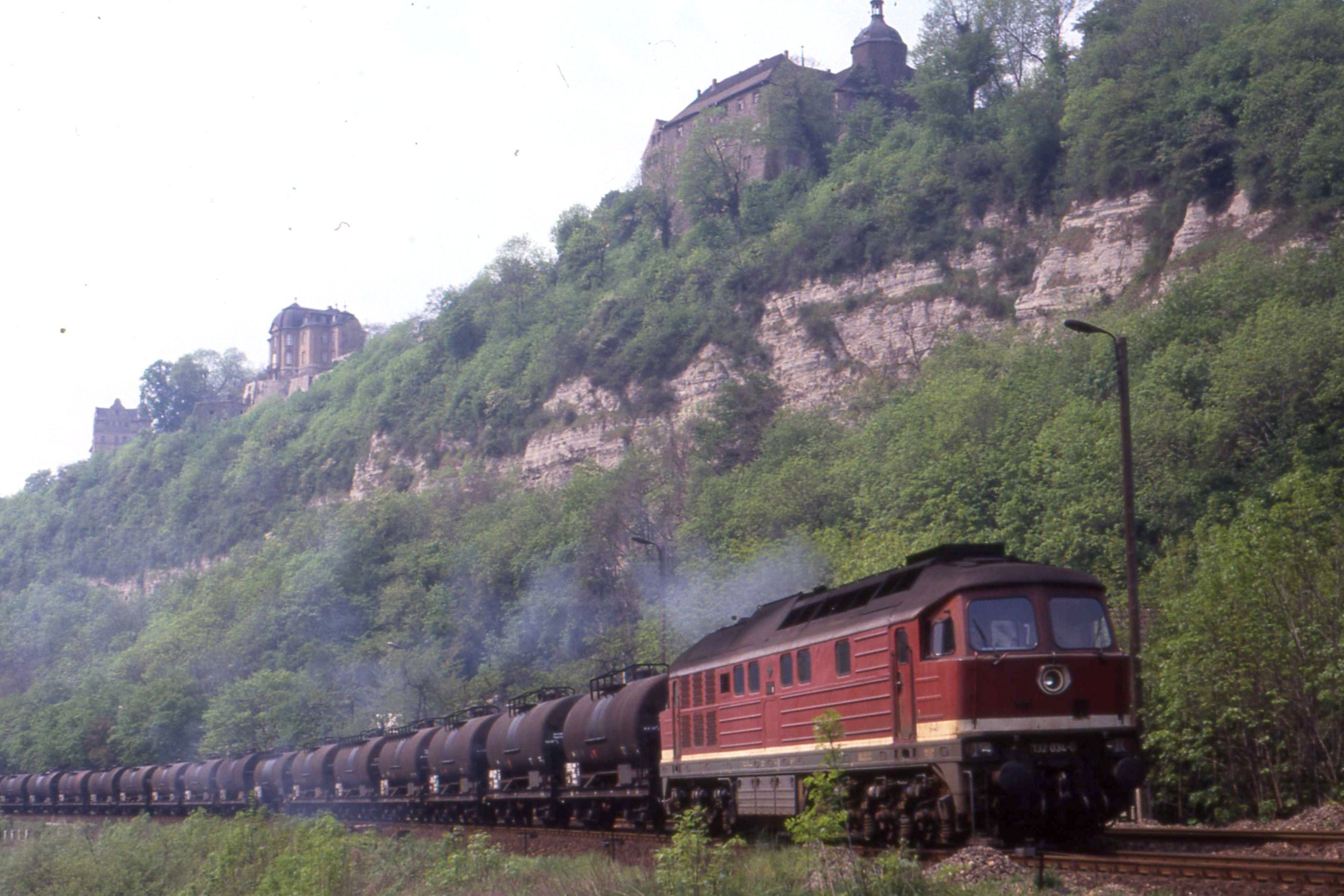
132 034 mit einem Kesselwagenzug unterhalb der Dornburger Schlösser im Mai 1990

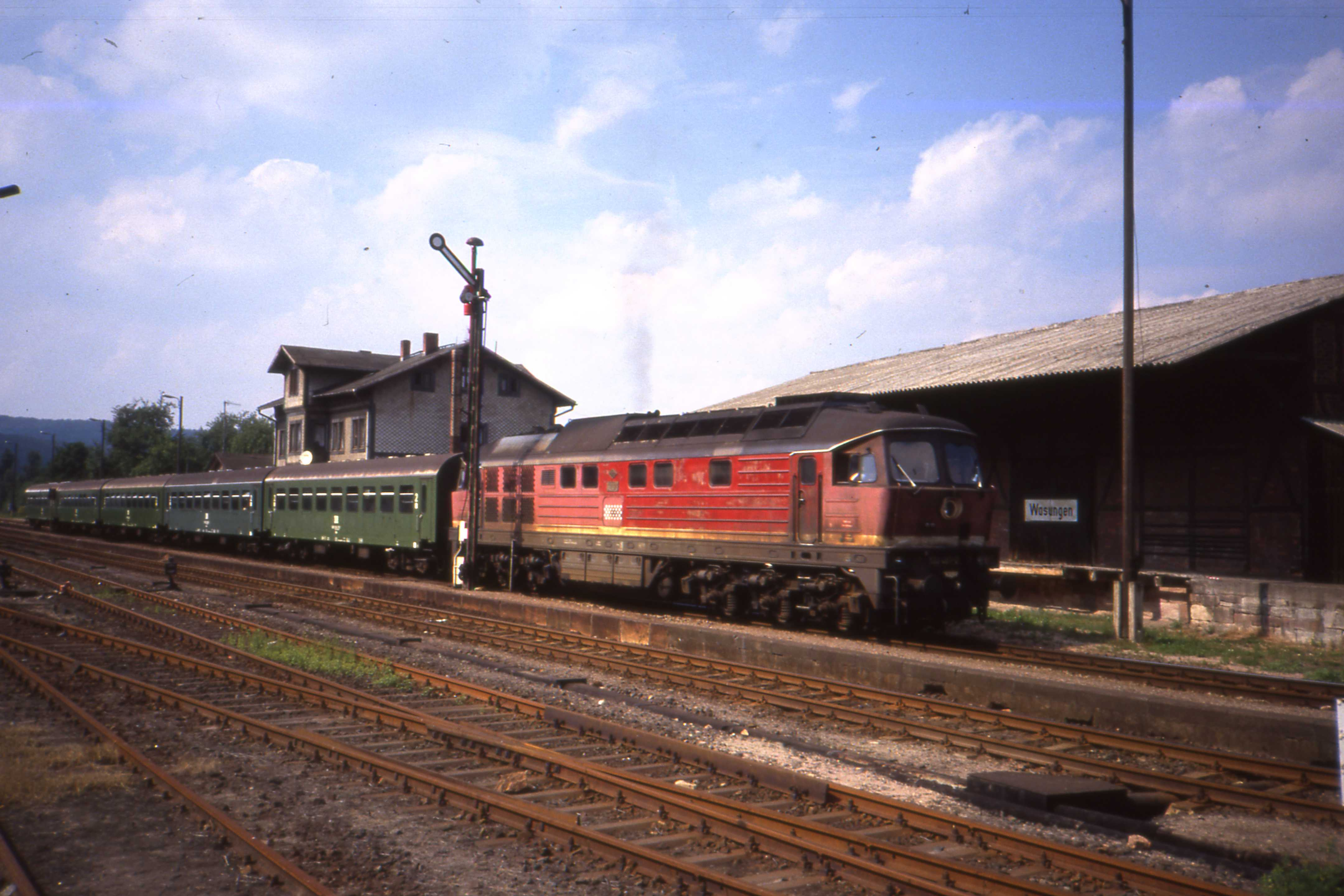
132 mit einem Personenzug in Wasungen (1991)

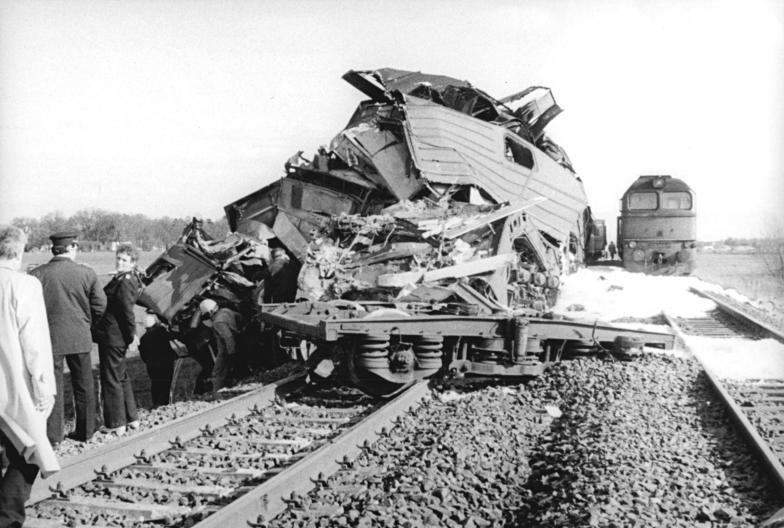
Die völlig zerstörte 132 163 nach Aufprall der 132 556 bei Ferdinandshof am 26. April 1988. Das Personal beider Lokomotiven blieb unverletzt.

Die DR unterzog vier der ersten, fabrikneu in der DDR eingetroffenen Lokomotiven mit ausdrücklicher Zustimmung des Herstellers einem „ausgesucht schweren Programm der Betriebserprobung“ im fahrplanmäßigen, schweren Güterzugdienst (Zugmasse bis 2200 t) mit Ausgangspunkt Bw Halle G. Für die starke Belastung der Lokomotiven bereits in der Einfahrphase sollen auch positive Erfahrungen mit der Baureihe 120, die als robust galt, sowie betriebswirtschaftliche Zwänge ausschlaggebend gewesen sein. Die 130 zeigten hierbei, von Ausnahmen abgesehen, Zuverlässigkeit, Robustheit und gute Verbrauchswerte.
Allein das Bw Neustrelitz erhielt für den Güterverkehr auf der Magistrale Berlin–Überseehafen Rostock 28 Lokomotiven. Auch in den Bw Seddin (30 Maschinen), Leipzig Süd, Falkenberg und Anderen, später auch in den Bw Frankfurt/Oder und Neubrandenburg, war die Baureihe 130, trotz ihrer Übersetzung für 140 km/h, eine willkommene Ablösung für veraltete oder im Güterzugdienst überbeanspruchte Baureihen. Bald liefen sie auf allen Strecken, deren Parameter einen sinnvollen Einsatz erlaubten. In den Reisezugdienst gelangten sie im Sommer ausnahmsweise, wenn Planlokomotiven ausfielen.
Lokomotiven der Baureihe 131 liefen, anfangs vor allem im Raum Erfurt/Thüringer Wald, vorzugsweise im schweren Güterzugdienst und ersetzten wie zuvor schon die der Baureihe 130, die Baureihen 44, 118 oder 120. Sie bespannten jedoch z. B. auch Schnellzüge im Wechsel- und Transitverkehr zwischen Erfurt und Gerstungen. Da diese Züge bei entsprechender Witterung Heizlokomotiven oder Heizkesselwagen mitführen mussten, erhielt das Bw Erfurt einige der ersten in der DDR eintreffenden 132 und setzte diese mit Erfolg im Reise- und Güterzugdienst ein.
Die Baureihe 132 war universell einsetzbar, sowohl zur Bespannung von Reisezügen vom Regionalverkehr bis zum hochwertigen Schnellzugverkehr, als auch im schweren Güterzugdienst mit Kalk- und Kohlezügen mit 1800 Tonnen Zuglast und mehr, je nach Streckenausbau. Auf Nebenstrecken mit weniger als 20 t zulässiger Achslast konnten die Lokomotiven der Baureihe 132 nicht eingesetzt werden, auf diesen blieben die der sechsachsigen Baureihe 118.2–4, später 6–8 und auch der Baureihen 112 und 119 unersetzbar. Eine Renommierleistung für die Baureihe 132 war die Bespannung der Städteexpresszüge zwischen den Bezirksstädten und Berlin. Bevorzugt wurden die Lokomotiven der Baureihe 132 auch im Transitverkehr West-Berlin–Westdeutschland eingesetzt und kamen so bis Büchen, Lübeck und Hof. Sie wurden sogar täglich über die Berliner Stadtbahn eingesetzt, obwohl sie eigentlich für diese zu schwer waren. Die 132 478 bespannte den ersten Sonderzug, mit dem in die westdeutsche Botschaft in Prag geflüchtete DDR-Bürger über DDR-Gebiet in die Bundesrepublik ausreisten. Nach dem Mauerfall 1989 gelangten diese Loks mit ihren Zügen sogar weiter bis Hamburg, Kassel, Nürnberg und Kiel. Der stark angestiegene Reiseverkehr zwischen den alten und den neuen Bundesländern erforderte die Einlegung schwerer und schwerster Schnellzüge, für deren Bespannung auf nicht elektrifizierten Strecken die 132 prädestiniert war.
Mit dem Zusammenschluss der beiden deutschen Bahnen 1994 wurde das Einsatzgebiet erweitert. Die Lokomotiven ersetzten jetzt bundesweit die Loks der V-160-Familie, wenn die Zugheizleistung zu gering war oder mehr Zugkraft benötigt wurde. Insgesamt ging der Bestand an 232 aufgrund eines – vor allem in der DDR – rapide gesunkenen Bedarfs an schweren Diesellokomotiven jedoch stark zurück. Zahlreiche 232 und ihre Abkömmlinge wurden verschrottet oder bespannten Züge, für die deutlich schwächere Loks ausgereicht hätten. Sie waren sogar für Leistungen, die mit Triebwagen (an denen es mangelte) hätten erbracht werden können, eingesetzt. Viele der verschrotteten Maschinen hatten allerdings die ursprünglich angesetzte Nutzungsdauer von 20 Jahren zum Zeitpunkt ihrer Zerlegung bereits mehr oder weniger deutlich überschritten.
Bei der Aufteilung der Loks auf die Geschäftsbereiche DB Fernverkehr, Nahverkehr und Cargo nach der Bahnreform von 1994 wurden die 232 von DB Cargo übernommen und werden jetzt nur noch selten im Reisezugdienst eingesetzt. DB Cargo setzt die Lokomotiven in Deutschland, den Niederlanden und Polen im schweren Güterzugdienst ein. Sie können aber auch noch im IC-Dienst zum Einsatz kommen. Unter anderem wurde sie vor der Auslieferung der Maschinen der PKP-Baureihe EU 44 häufiger im Berlin-Warszawa-Express eingesetzt.
Um die aufwendige Doppeltraktion von Lokomotiven der Baureihen 212 und 216 vor Kohle-, Erz- und Stahlzügen mit ≥ 2000 t Zugmasse im Ruhrgebiet zu beenden, erprobte die DB ab Januar 1992 eine sechsachsige Neubau-Diesellokomotive des Typs DE 1024 von MaK mit 3600 PS. Obwohl die BD Essen für eine Anschaffung dieser Lok plädierte, besann sich die Deutsche Bahn dann auf die zahlreich in den neuen Bundesländern ungenutzt stehenden Lokomotiven der Baureihe 232, die zugkräftig sowie vielseitig einsetzbar waren und sich noch zu einem großen Teil in einem Alter, in dem eine Ausmusterung unsinnig wäre, befanden.
Die versuchsweise mit geänderten Jalousien für die Kühlluftansaugung, die den Lärmpegel um 10 dB senkten, ausgestattete 232 663 war dann die erste, die, durch die DB zunächst von der DR angemietet, im April 1993 im Ruhrgebiet zum Einsatz kam.
So waren Anfang der 2000er Jahre bis zu 39 Maschinen der Baureihe 232, mit denen zudem auch Sonderzüge bespannt wurden, im Betriebswerk Oberhausen stationiert. Im Juli 2011 waren dort noch zehn Lokomotiven beheimatet. Vor allem im Verhältnis zur Beanspruchung mangelnde Wartung, in geringerem Maße auch Fehlbedienungen, führten zu einer hohen Störanfälligkeit der Maschinen. Vom Lärm der sowjetischen Loks gestörte Gleisanwohner beschimpften die Lokführer mit Megaphonen.
Von Mitte März 2000 bis zum 18. Mai 2002 stellte DB Cargo den ÖBB acht geringfügig adaptierte 232 zur Verfügung, weil es in Ostösterreich an geeigneten Diesellokomotiven für schwere Güterzüge mangelte. Die sowjetischen Maschinen waren dort z. B. im Güterzugverkehr zwischen Wien und Bratislava im Einsatz, bis sie dort infolge der Elektrifizierung einer Neubaustrecke zwischen beiden Städten überflüssig wurden. Bedarfsweise bespannten sie auch Regionalzüge, jedoch behinderten dabei Befürchtungen, die Zugheizung könne die Signalanlagen beeinflussen, einen Wintereinsatz.
Für den innerdeutschen Transport von Castor-Behältern werden speziell ausgerüstete Diesellokomotiven dieser Baureihe eingesetzt. Insgesamt acht Lokomotiven, (u. a. 232 254 und 569) wurden in Details, wie der Möglichkeit, Schutzgitter vor den Fenstern anzubringen, für diese Einsätze vorbereitet. Damit können diese Züge fahrleitungsunabhängig verkehren und das Lokpersonal ist vor Wurfgeschossen geschützt.
Mitte 2016 waren in und um Mühldorf (Oberbayern) noch einige 232 und 233 im Güterzugdienst sowie zu Schulungszwecken aktiv, darunter die zu dieser Zeit bereits 41 Jahre alte 232 201.

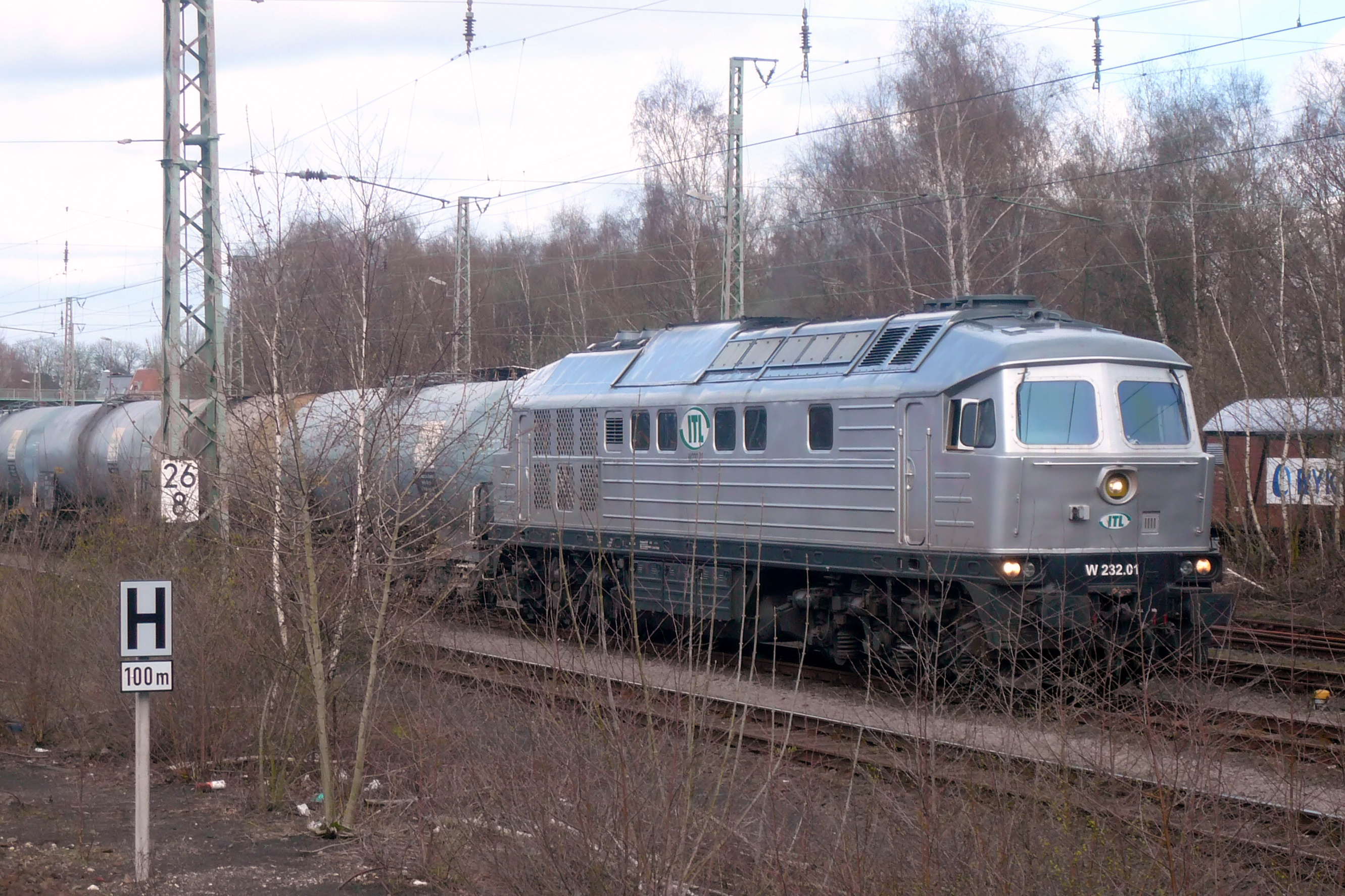
Ehemalige DR 142 003 als ITL W 232.01 mit 3000 PS in Wesel (2008)

Nachdem das erste Exemplar der Baureihe 142, die 142 001, am 20. Mai 1977 abgenommen wurde, waren die sechs Lokomotiven dieser Baureihe nach ihrer Erprobung in Halle immer in Stralsund beheimatet. Sie liefen anfangs häufig im Sommer in Mischplänen gemeinsam mit den ölhauptgefeuerten Dampflokomotiven der Reihe 03.10 vor überschweren Urlauberschnellzügen zwischen dem Binnenland und der Ostseeküste. Später wurden sie meist vor besonders schweren Güterzügen eingesetzt und ersetzten die Dampftraktion vor den Schnellzügen komplett. Ab 1992 wurden sie als Baureihe 242 geführt. Die 242 001–005 werden heute von Privatbahnen eingesetzt. Die 242 006 wurde am 25. November 2009 im Werk Cottbus zerlegt.
Nach dem Zusammenschluss zur DB AG wurden als erstes die Loks der Baureihe 230 bis 1994 ausgemustert. Danach kamen die Loks der Baureihe 231 bis 1995 an die Reihe, da man für die Fahrzeuge ohne Zugheizeinrichtung keine Verwendung mehr hatte. Die Lokomotiven der Baureihe 242 wurden 1994 ebenfalls abgestellt und bis März 1995 ausgemustert; sie sind heute bei Privatbahnen im Einsatz oder verschrottet. Dagegen sind bis heute in Deutschland Lokomotiven der Baureihe 232 mit ihren Varianten 233, 234 und 241 in fast allen Landesteilen, aber auch im grenzüberschreitenden Verkehr vorzufinden.
Im Bahnbetriebswerk Arnstadt ist die 131 072 als nichtbetriebsfähiges Exponat ausgestellt. Die als letzte 131 ausgemusterte 131 012 erhielt, nachdem sie bei Privatbahnen im Einsatz stand, 2012 im Eisenbahnmuseum Weimar eine neue Lackierung in originaler Reichsbahn-Farbgebung. Die MEG 317 (ehemals 232 500) wurde den Dampflokfreunden Salzwedel als Leihgabe überlassen. Sie ist im ehemaligen Bahnbetriebswerk Wittenberge zu besichtigen. Die 131 001 (Baujahr 1972) ist im DB Museum Halle (Saale) stationiert, die 130 002 im Verkehrsmuseum Dresden. Die 130 077 gelangte nach ihrer Ausmusterung zu diversen Privatbahnen und war 2012, in einem Alter von etwa 40 Jahren, bei einer solchen immer noch geführt.
Eine Anzahl von 232 wurde an die DB Schenker Rail Romania (heute: Deutsche Bahn Cargo Romania) weitergegeben; zwei dieser Lokomotiven wurden 2012/2013 von der österreichisch-ungarischen Raaberbahn gekauft und bisher als 651 003 und 004 eingesetzt.
Die fünf für den Güterverkehr Bundesrepublik–Holland gebauten 241 erwiesen sich zunehmend als störanfällig. Deshalb endete ihr grenzüberschreitender Einsatz am 4. Oktober 2003. Man beorderte zwei von ihnen ins Ruhrgebiet, wo sie mit den dort seit Langem stationierten 232 zum Einsatz kamen. Die drei anderen liefen nach einer Instandsetzung im Werk Cottbus (ehemaliges Raw) gemeinsam mit dem Prototyp 232 800 vor schweren Kalk- und Stahlzügen zwischen Blankenburg (Harz) und Goslar.

## Technische Merkmale

### Lokomotivkasten

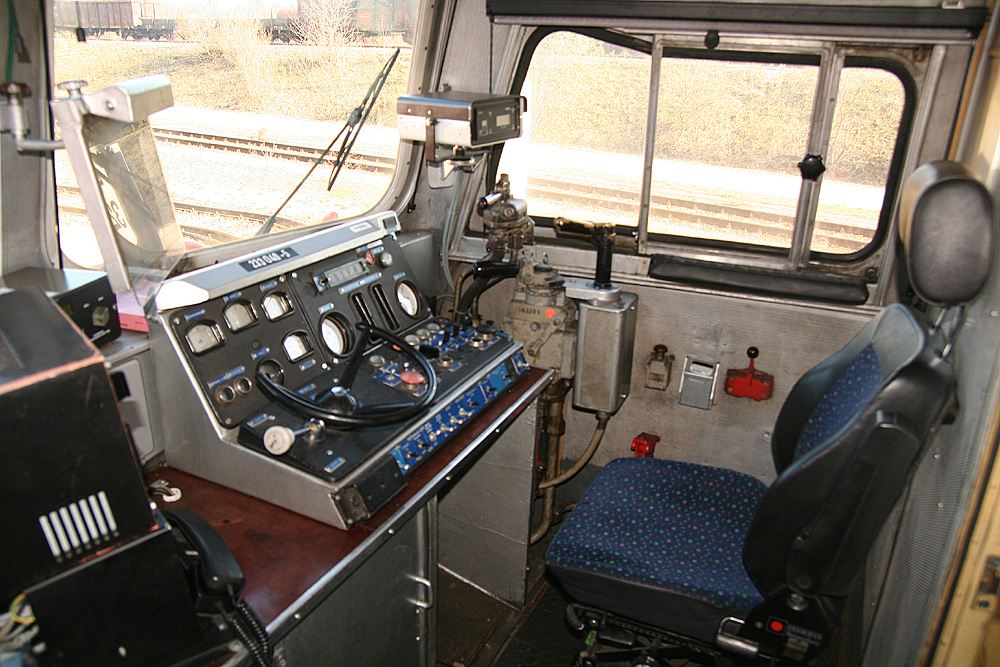
Führerstand der 233 040

Die Maschine besteht aus einem Stahlrahmen mit aufgesetztem Lokkasten in Blechprofilbauweise. Die Sicken in den Seitenwänden des Kastens stabilisieren das Blech und verringern seine Anfälligkeit zum Dröhnen erheblich. Bei Maschinen mit elektrischer Zugheizeinrichtung wurde er in Richtung Führerstand 1 um 200 Millimeter verlängert, um Platz für die zusätzlichen Anlagen zu schaffen. Der Lokkasten und der Tank sind mittragend. Der Mittelabschnitt des Dachs ist abnehmbar. Der Rahmen ist für Längskräfte von maximal 250 Mp gebaut. Im Bereich der Rahmenenden befinden sich Diagonalstreben, um Kräfte, die von einer Mittelpufferkupplung ausgehen, aufnehmen zu können. Die Aufnahmen ermöglichen den wahlweisen Einbau von Zughaken und unstarren Mittelpufferkupplungsköpfen. Im Lokomotivwerk Lugansk legte man allgemein Wert auf eine stabile Lokführerkabine, um das Personal bei Unfällen zu schützen. Die Beheizung der Führerstände erfolgt mit der Abwärme des Kühlwassers. Die zwei dreiachsigen Drehgestelle sind durch Drehzapfen geführt und über vier Abstütz- und Rückstelleinrichtungen abgestützt. Die Lok hat nur eine Primärfederung mit Schraubenfedern und Reibungsdämpfern.
Die Drehgestelle sind dreiachsig, die schraubengefederten Radsätze werden von Lemniskatenlenkern spielfrei geführt. Der Antrieb erfolgt über Tatzlagerfahrmotoren. Die Fahrmotoren sind als Gleichstromreihenschlussmotoren ausgeführt und sitzen, von den Lokenden aus gesehen, stets hinter dem Radsatz. Die zu ihrer Kühlung dienenden Gebläse befinden sich im Maschinen- und Kühlerraum. Die Kühlluft wird über flexible Kanäle zu den Fahrmotoren geleitet. Der mittlere Radsatz eines jeden Drehgestells ist um ± 14 Millimeter, die jeweils beiden äußeren Radsätze sind um ± 2 mm seitenverschiebbar.
Da die Auflageflächen der Drehgestellabstützungen kalottenförmig sind, wird der Lokkasten beim Eindrehen der Drehgestelle geringfügig angehoben. Sein Gewicht drückt die Drehgestelle wieder in die Mittellage. Lediglich auf den äußersten 20 mm der Auslenkung sorgen Federn für zusätzliche Rückstellkräfte. Da die vier Abstützeinrichtungen auf dem Drehgestell in einer Kreisbahn angeordnet sind, der Drehzapfen sich aber um 185 mm vom Kreismittelpunkt, bzw. von der Drehgestellmitte in Richtung Lokmitte versetzt auf dem Drehgestell befindet, können die Drehzapfenlager auf einem Ausschnitt einer Kreisbahn mit einem Radius von 185 mm um jeweils 40 Millimeter in beide Richtungen ausschwenken, und werden durch Federn zurückgestellt.
Die Deutsche Reichsbahn gab eine Gesamtmasse der Lok von max. 108 t vor. Jedoch wies die sowjetische Lokomotive TЭ 109 (das „T“ steht für russisch тепловоз teplowos, deutsch ‚Diesellokomotive‘, das „Э“ für elektrische Kraftübertragung), auf deren Basis die Baureihen 130 bis 132 für die DR gefertigt wurden, auch in Folge der vom Werk Lugansk offerierten dieselelektrischen Leistungsübertragung, bereits eine Achslast von 20 t auf. Immerhin konnten die Massen der Baureihen 130 und 131 auf 116,2 t gesenkt werden. Die Lokomotiven der mit Abstand am häufigsten gebauten Baureihe 132 brachten es hingegen auf 123 bis 124, die der Baureihe 142 sogar auf 126 Tonnen, womit die damals auf Hauptstrecken mit Oberbau K49 maximal zulässige Achslast von 21 Tonnen voll ausgeschöpft war.
Weiterhin drängte die DR beim Herstellerwerk wiederholt auf eine elastische Lagerung der Fahrmotoren auf den Radsatzwellen, ggf. auch unter Nutzung von Lizenzen aus dem DDR-Elektrolokomotivbau. Eine solche Konstruktion wurde jedoch bei den Baureihen 130 bis 142 nie realisiert. Laut Herstellerangaben hätte hierbei die Masse selbst der Baureihe 130 bereits – für die Reichsbahn nicht hinnehmbare – 123 t betragen.

### Motor

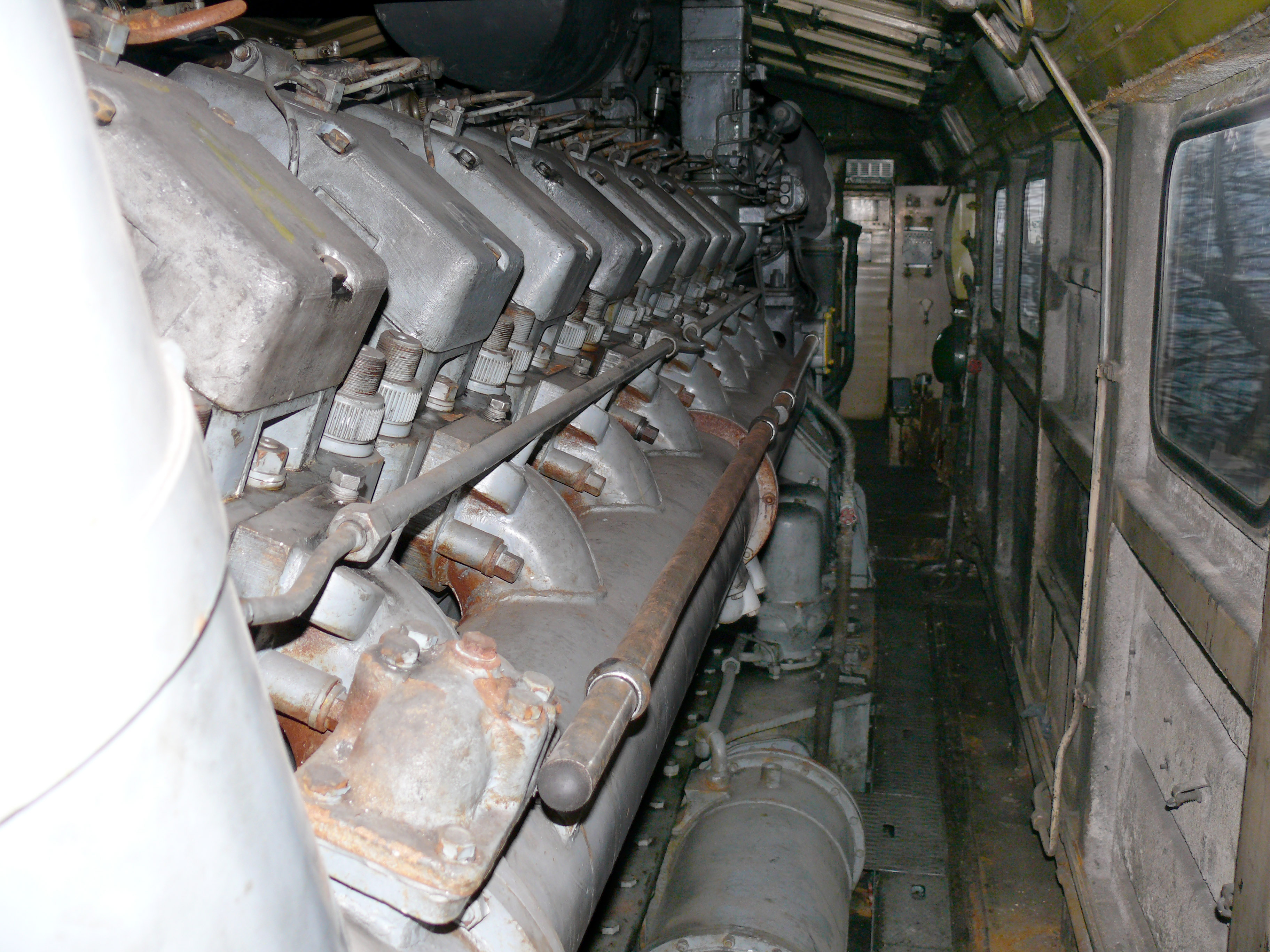
Dieselmotor 5D49 vom Führerstand 2 aus gesehen, Blick auf Zylinderseite A

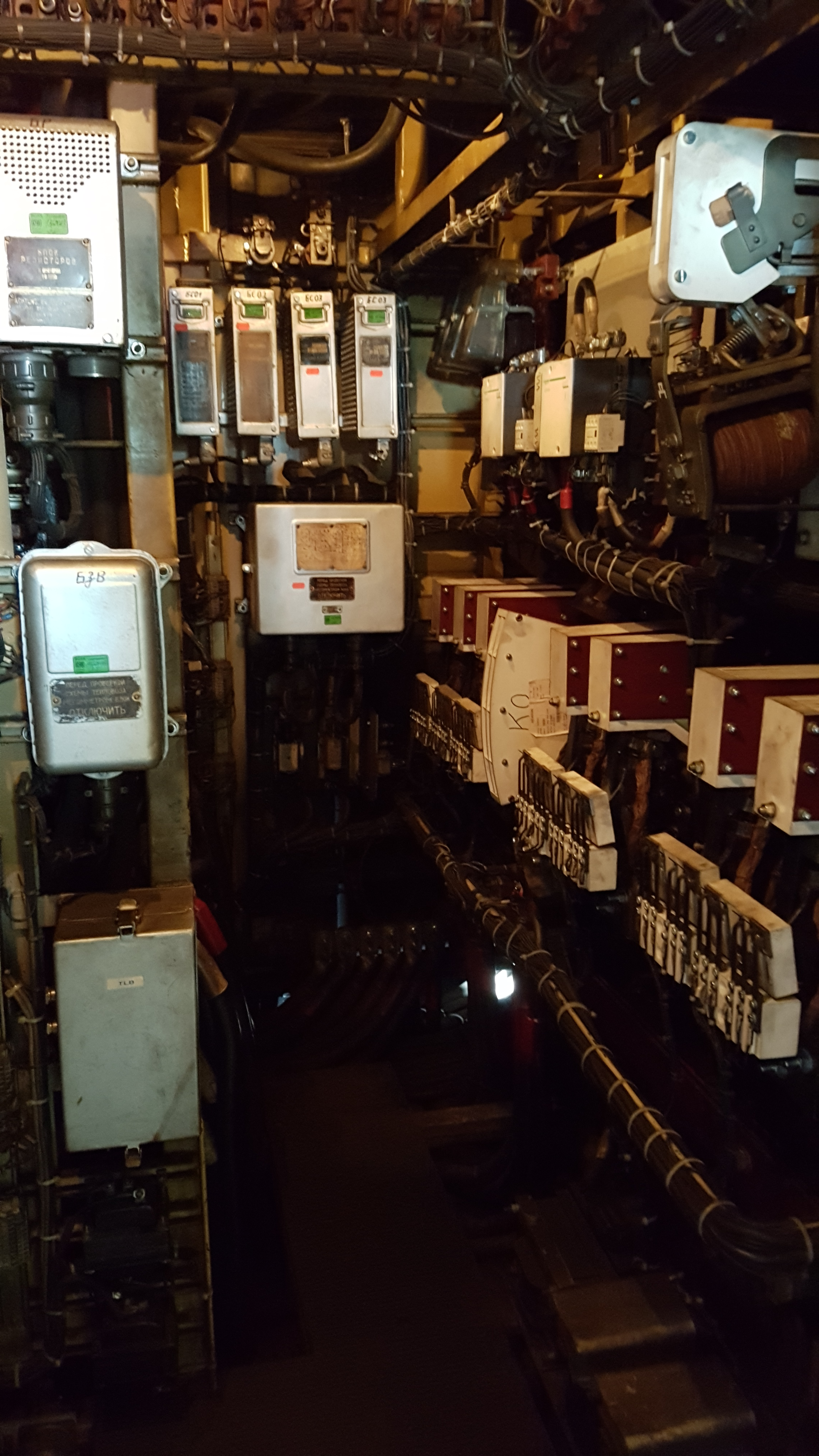
Elektroinstallation einer Lokomotive der Baureihe 233

Die Leistung wird von einem direkteinspritzenden Sechzehnzylinder-Dieselmotor 5 D49 (Werksbezeichnung) bereitgestellt. Die Grundkonstruktion dieses Motors stammt aus dem Jahr 1949. Er liefert mit Turbolader und Ladeluftkühler 2200 kW (3000 PS) bei 1000 min−1. Die der sowjetischen GOST-Norm entsprechende Bezeichnung 16 ЧН 26/26 (TschN) weist auf das Viertaktprinzip (russisch: Ч für tschetierje, vier) und das »Н« (N) auf einen aufgeladenen Motor hin. Die Zahlen 26/26 geben den Zylinderdurchmesser und Hub jeweils in Zentimetern an. Der Sechzehnzylindermotor hat also etwa 221 Liter Hubraum. Die Zylinder stehen in zwei Reihen in V-Anordnung in einem Winkel von 42°. Acht Pleuel arbeiten direkt auf die Kurbelwelle, die übrigen sind angelenkt. An Betriebsstoffen werden bis zu 5400 Liter Diesel und 1100 Liter Motoröl mitgeführt. Die Dieselmotoren der V 300 hatten anfangs beträchtliche Probleme, weil sie im Original mit gegossenen Kurbelwellen aus Gusseisen mit Kugelgraphit mit nitriergehärteten Lager- und Hubzapfen ausgerüstet waren. Diese Wellen neigten nach der Winterperiode zu Brüchen. Als Ursache dafür wurde oft die Zylindergruppenabschaltung angesehen. Diese war notwendig, um im Leerlauf des Dieselmotors die Verbrennungstemperatur zu erhöhen. Hierbei wird nur bei der Hälfte der Zylinder Kraftstoff eingespritzt, dies jedoch in erhöhter Menge. Dadurch erhöht sich die Temperatur in den arbeitenden Zylindern und der Kraftstoff verbrennt vollständig. Ansonsten würde ein Teil des Diesels an der Laufbuchsenwand kondensieren, in die Ölwanne eindringen und das Motorenöl verdünnen. Als eine weitere Quelle für Kurbelwellenschäden galten Einspritzdüsen, die den Kraftstoff unsymmetrisch in den Brennraum injizierten. Dadurch konnte unverbrannter Diesel über den Nockenwellentunnel ebenfalls in die Ölwanne gelangen.
Der Festsitz der Lagerschalen der angelenkten Pleuel bereitete Probleme. Schadhafte Lagerschalen der Hauptpleuel verursachten Riefen in der Kurbelwelle, die zur Verminderung des tragenden Durchmessers und zu erhöhter Bruchneigung führten.
Man ersetzte die gegossenen Kurbelwellen durch geschmiedete. Sie hatten anfangs zu geringe Oberflächenhärte – die Wellen hielten die vorgesehenen 20 000 Motorlaufstunden nicht aus. Um das Problem zu lösen, wurden Härteverfahren erprobt. Das eine Verfahren war das Nitrieren, bei dem Stickstoffionen in der Glühphase in die Oberflächenbereiche eindringen und den Stahl härten. Danach mussten die Wellen nachgeschliffen werden, weil sie sich beim Glühen leicht verwerfen. Das zweite Verfahren war eine Oberflächenhärtung mit CO2-Laser (Laserstrahlhärten). Die Härtung wurde durch den runden Laserstrahlquerschnitt, der auf der Drehmaschine die Pleuellagerlauffläche überstrich, etwas ungleichmäßig. Das konnte man nach 10 000 Motorlaufstunden bei der Lagerrevision sogar fühlen. Trotzdem konnten die so behandelten Kurbelwellen bis zur Revision bei 20 000 Mh betrieben werden.
Die häufigen Belastungswechsel auf den relativ kurzen DR-Strecken waren eine weitere Ursache für erhöhten Motorverschleiß und den vorzeitigen Ausfall von Bauteilen. Eine solche Betriebsweise war bei der Konstruktion des Motors nicht berücksichtigt worden, da die Lokomotiven auf den langen Strecken in der UdSSR über deutlich längere Strecken mit relativ wenig schwankender Motorbelastung betrieben werden konnten.
Die Leerlaufdrehzahl beträgt 350 min−1, die Höchstdrehzahl 1100 min−1. Bei Überschreiten von 1180 min−1 sorgt eine Automatik dafür, dass der Hauptgenerator abgeschaltet und der Motor auf Leerlaufdrehzahl heruntergeregelt wird (sog. Lastabwurf). Diese Automatik greift auch bei zu hoher Kühlwassertemperatur und anderen kritischen Betriebszuständen ein.
Der Dieselmotor treibt die Licht- und Erregermaschine, den Drehstromhauptgenerator und einen Drehstromheizgenerator an. Die Lichtmaschine, die u. a. die Steuerung und die Beleuchtung der Lokomotive versorgt, dient auch als Anlasser.
Eine Lokomotive der Baureihe 232 verbrauchte bei einer Messfahrt mit konstant 120 km/h vor einem Reisezug etwa drei Liter Diesel pro Kilometer.

### Kraftübertragung
Die Kraftübertragung erfolgt elektrisch. Der Traktionsstrom wird über einen Sechsweggleichrichter mit 240 Dioden in Gleichstrom gewandelt. Die Leistungsregelung erfolgt über die Dieselmotordrehzahl und einen Thyristorfeldregler der Erregermaschine. Eine in zwei Stufen veränderbare Erregung (Shuntierung) der Fahrmotoren sorgt dafür, dass die volle Traktionsleistung über einen weiten Geschwindigkeitsbereich eingesetzt werden kann. 
Die Baureihen 130 bis 132 haben Fahrmotoren des Typs ED 118 mit einer Leistung von 305 kW bei einem zulässigen Dauerstrom von 720 A und einer maximalen Drehzahl von 2290 min−1. Bei den Lokomotiven der für 140 km/h ausgelegten Baureihe 130 betrug die Untersetzung zwischen Fahrmotor und Radsatzwelle 1:3,15. In die sechs Lokomotiven der Baureihe 142 wurden Fahrmotoren des Typs ED 120 mit 411 kW eingebaut, in die Versuchslokomotive 232 800 und die zehn auf ihrer Basis zur Baureihe 241 umgebauten Maschinen Motoren ED 133 mit 425 kW.

### Zugheizanlage

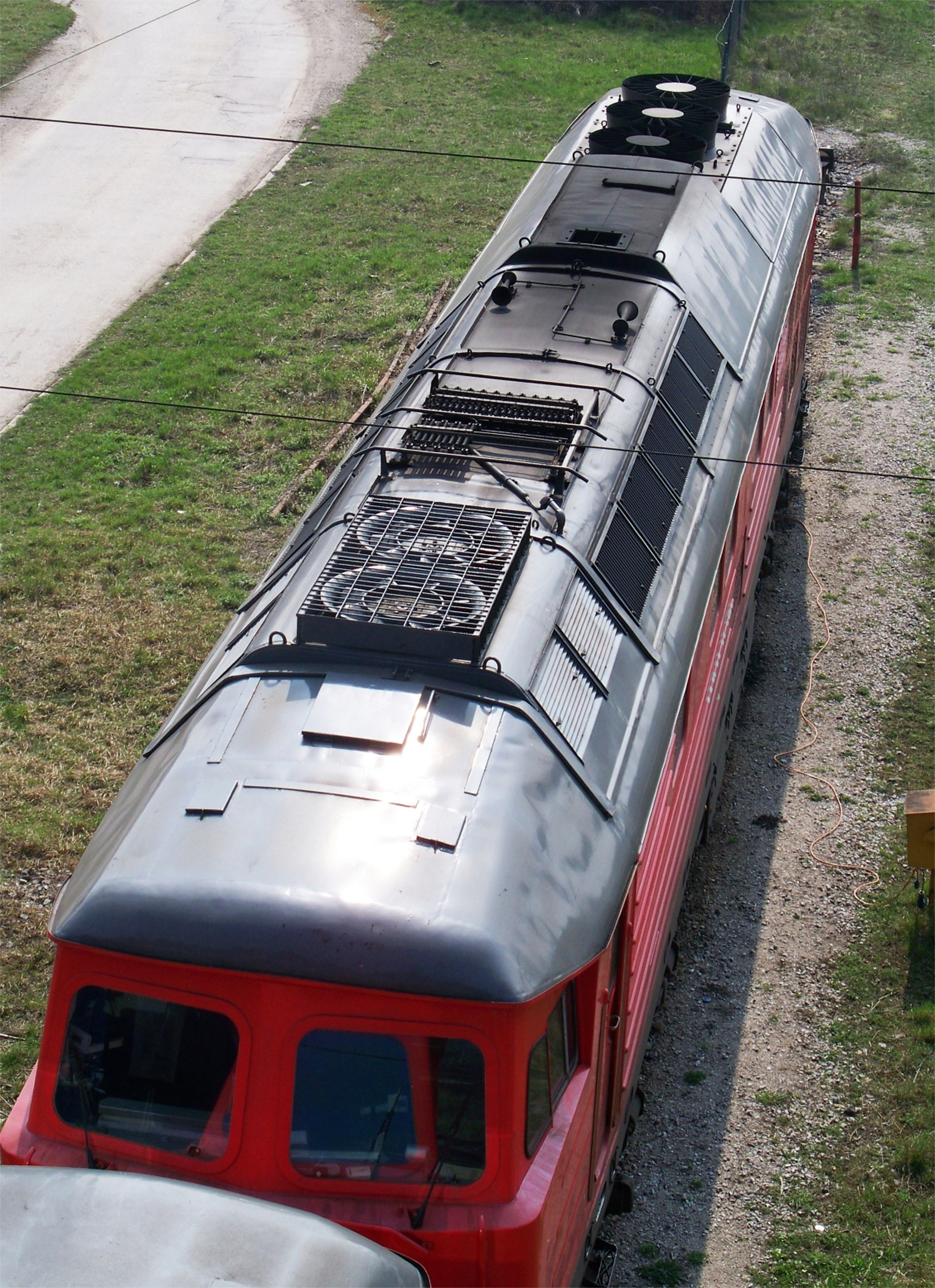
Blick aufs Dach einer 232 bis Ordnungsnummer 539. Von vorn: Lüfter für elektrische Bremse, Blindstromkompensation für ZEV, Typhone, Auspuff, drei Ventilatoren für Motorkühlung (Siemens).

Der Heizgenerator besitzt zwei um 30 Grad versetzte Drehstromsterne. Er liefert damit Sechs-Phasen-Drehstrom, dieser wird auf einen Hüllkurvenumrichter geleitet. Er setzt die positiven und negativen Halbwellen mit Hilfe von Thyristoren zu einem Einphasen-Heizstrom mit 22 Hertz zusammen. Die Heizanlage arbeitete zu Anfang entsprechend der Speisung durch elektrische Lokomotiven mit einer Frequenz von 16,67 Hz. Im nicht elektrifizierten Netz gab es jedoch noch Gleisstromkreise, die mit 50 Hertz gespeist wurden. Sie können durch die dritte Oberwelle (50 Hz) der Zugheizspannung beeinflusst werden. Deshalb mussten auf den betroffenen Strecken vorübergehend wieder Heizkesselwagen oder Lokomotiven der Baureihe 118 als Heizlok mitgeführt werden, bis das Problem unter anderem durch eine Umstellung der Heizfrequenz auf 22 Hz zu Beginn der Heizperiode 1975 behoben war. Damit die Halbwellen beim Zusammensetzen gleich groß werden, ist es hilfreich, wenn es sehr viele Eingangsphasen mit hoher Frequenz gibt. Die Spannungszeitflächenregelung der Blindstromkompensation muss nämlich dafür sorgen, dass die Flächen gleich groß sind. Die Differenz ist ein Gleichstrom, der induktive Verbraucher in die magnetische Sättigung treibt und in ihnen einen hohen Strom verursacht. Das wäre für Klimaanlagen in Reisezugwagen nicht geeignet.
Da der Heizgenerator vom Dieselmotor angetrieben wurde, sank die Traktionsleistung der Lokomotiven in Abhängigkeit von Heizenergiebedarf durchaus spürbar. In der kalten Jahreszeit musste der Leistungsabfall bei der Fahrzeitplanung berücksichtigt werden.
Man milderte das Problem umgehend durch eine Koppelung von Fahr- und Heizschaltung: 500 bis 600 kW wurden von vorneherein für die Heizung, die ab Fahrstufe 7 eingeschaltet werden konnte, reserviert. Ab Fahrstufe 12 stand nicht benötigte Heizenergie verzögert für die Traktion zur Verfügung. Für den Gebrauch der vollen Traktionsleistung blieb ein Abschalten der Heizung weiterhin unvermeidbar.
Kritiker dieses Problems verlangten deshalb den Einsatz der Baureihe 118, die eine vom Dieselmotor autarke Dampfheizung hatte. Letztendlich setzte sich die Baureihe 132 jedoch durch, da ihre elektrische Heizung das modernere System und der Übergang auf rein elektrische Versorgung der Zugheizung international bereits vereinbart war.
Seit Jahren ist die elektrische Zugheizung in eine zentrale Energieversorgung umdefiniert, die auch induktive Verbraucher zulässt. So wurden die Reisezugwagen mit von der Zugsammelschiene gespeisten Ladegeräten ausgerüstet. Dazu wurden fast alle Maschinen mit RC-Elementen zur Blindstromkompensation ausgerüstet.
Erste Versuche dazu unternahm die Deutsche Reichsbahn bereits 1975 mit der 132 193. Des Weiteren experimentierte sie in den 1980er Jahren in der VES-M Dessau mit mehreren, von der Deutschen Bundesbahn zur Verfügung gestellten, klimatisierten Reisezugwagen. Die Versuche in Dessau wurden jedoch infolge einer Anweisung politischer Stellen abrupt beendet. Das wurde mit der geplanten durchgängigen Elektrifizierung der Transitstrecken, die Erprobungen mit Diesellokomotiven überflüssig machen würde, begründet. Die Wagen mit induktiven Verbrauchern im innerdeutschen Transitverkehr würden vor allem von Westdeutschen benutzt. Es sei deshalb eine Aufgabe der Bundesrepublik Deutschland, sie für die Bespannung mit den vorhandenen Lokomotiven kompatibel zu machen. Weiterhin ordneten die staatlichen Organe Stillschweigen über die Versuche in Dessau an.
Erst Ende 1989 konnte die probeweise mit Einrichtungen zur Blindstromkompensation ausgestattete 132 425 zu Versuchen ins BZA München geschickt werden. Bis ausreichend weitere Lokomotiven mit solchen Einrichtungen, für die nun auch westliches Know-how zur Verfügung stand, versehen waren, behalf man sich vorübergehend beispielsweise durch zusätzliche Mitgabe einer Lokomotive der Baureihe 119, die die Zugsammelschiene versorgte.
Der Heizgenerator versorgt auch die Nebenbetriebe wie die Lüfter.

### Elektrodynamische Bremse
Um die thermische Belastung der klotzgebremsten Radsätze, den Abrieb und die Gefahr des Blockierens zu vermindern, wünschte die Deutsche Reichsbahn eine zusätzliche elektrische Bremse. Sie soll die pneumatische Bremse bei Gefällebremsungen vollständig, bei Verzögerungsbremsungen teilweise entlasten. Die Lokomotiven waren schon ab der 130 013 für den Einbau der fremderregten Gleichstrom-Widerstandsbremse, beispielsweise durch zusätzliche Jalousien in den Dachschrägen nahe dem Einstieg am Führerstand 1, vorbereitet. Ab der 130 037 wurde die elektrodynamische Bremse bei allen Lokomotiven mit Ausnahme der Baureihe 131 serienmäßig eingebaut. Die vom Traktionsgenerator erregten Fahrmotoren fungieren hierbei als Generatoren. Sie speisen einen Widerstandsblock, dessen Abwärme über zwei in einem zusätzlichen Dachaufbau über dem dem Führerstand 1 zugewandten Ende des Maschinenraums (siehe Abbildung der 232 477 im Abschnitt „Geschichte“) befindliche Lüfter ins Freie abgeführt wird. Für die Betätigung der elektrodynamischen Bremse erhielten die Lokomotiven Führerbremsventile Knorr D5. Die dynamische Bremse wird damit gleichzeitig mit der indirekt wirkenden Druckluftbremse wirksam, sie ist jedoch über einen zusätzlichen Griff auch einzeln nutzbar. Die elektrodynamische Bremse leistet max. 1300 kW, bei den fünf für den grenzüberschreitenden Einsatz nach Belgien umgebauten Maschinen 241 001 bis 005 leistete sie max. 1550 kW. Bei der Baureihe 130 mussten die E-Bremsen schon nach kurzer Zeit dauerhaft wieder stillgelegt werden, da sich Lüfterräder vom Dach lösen konnten. Die Ursache war konstruktiv bedingt, was erst in der Nachfolgebaureihe 132 behoben werden konnte.

## Zugbeeinflussungsseinrichtungen
Ein Indusi-Fahrzeuggerät der Bauart I60 von Siemens war ursprünglich nur bei im Wechselverkehr mit der Deutschen Bundesbahn eingesetzten Lokomotiven der Baureihe 132 als Sonderausrüstung vorhanden. Der Einbau wurde ab 1976 vorgenommen und bei etwa 70 Lokomotiven durchgeführt. Ab Ende 1987 begann die Ausrüstung von weiteren, im Binnenverkehr eingesetzten Maschinen dieser Baureihe mit Fahrzeuggeräten der Bauart PZ80 von GRW Teltow. Dies war bis etwa 1993 flächendeckend abgeschlossen. Dazu mussten auch die Schneeräumer abgebaut werden. Bei den Lokomotiven der Baureihen 130 und 131 erfolgte die Nachrüstung nicht mehr. Die teilweise bei diesen Lokomotiven ab Werk vorhandenen Halterungen für die Fahrzeugmagnete waren ab Ende der 1970er Jahre entfernt worden.

## Baugleiche Maschinen in anderen Ländern

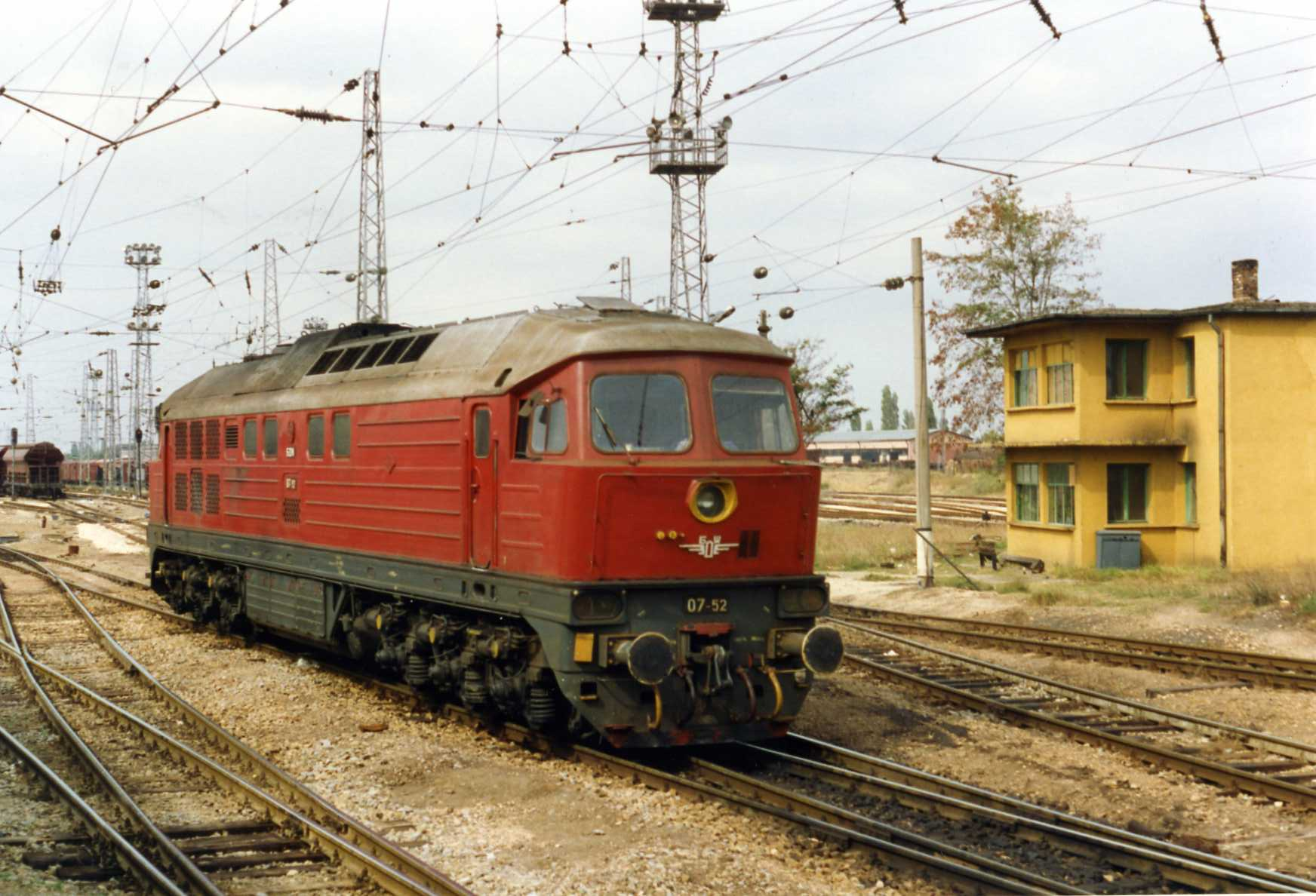
Baureihe 07 der BDŽ

Die Lokomotiven wurden speziell für deutsche Verhältnisse entwickelt, in andere Länder gelangten vergleichsweise wenige:
- Tschechoslowakei: ČSD-Baureihe T 679.2 Auch die ČSD erhielten 1971 zwei Lokomotiven. Technisch entsprachen die Loks mit kurzem Lokkasten, fehlender Zugheizeinrichtung und einer Fahrmotorübersetzung für 100 km/h der deutschen Baureihe 131. Die Lokomotiven waren für die Verhältnisse in der ČSSR überdimensioniert. Die beiden T 679.2 liefen bis 1976 bei den ČSD und wurden danach an die bulgarische Staatsbahn BDŽ verkauft.
- Bulgarien: BDŽ-Baureihe 07 (07 001–090; sie entsprachen ebenfalls der Baureihe 131. Aus den beiden T 679.2 wurde eine Maschine betriebsfähig hergerichtet und als 07 091 eingereiht.)
- UdSSR: Baureihe ТЭ 109, zusätzlich Doppellokomotiven als Baureihe 2ТЭ 109 mit 4000 PS Leistung; ТЭ 125, ТЭ 129 (von den ТЭ 109 wurden einige Exemplare an diverse Industriebetriebe geliefert). Der in Schtscherbinka bei Moskau als V 300 001 vorgestellte, breitspurig gelieferte Prototyp verblieb ebenfalls in der UdSSR.
- Die 232 103 gelangte mit ihrer deutschen Betriebsnummer von der DB zur Kaliningrader Eisenbahn. Mindestens fünf Loks der Baureihe 232 wurden 1996 den Bahnen Bosnien-Herzegowinas ŽBH überlassen.
- Polen: 34 Lokomotiven gelangten zur polnischen PCC Rail (jetzt: DB Cargo Polska). Einige Lokomotiven davon kamen wieder in den Besitz von DB Cargo Deutschland. Andere wurden ausgemustert und an private Eisenbahngesellschaften weiterveräußert. Drei Lokomotiven gelangten an ITL Polska, eine weitere an eine polnische Privatbahn.

## Sonstiges

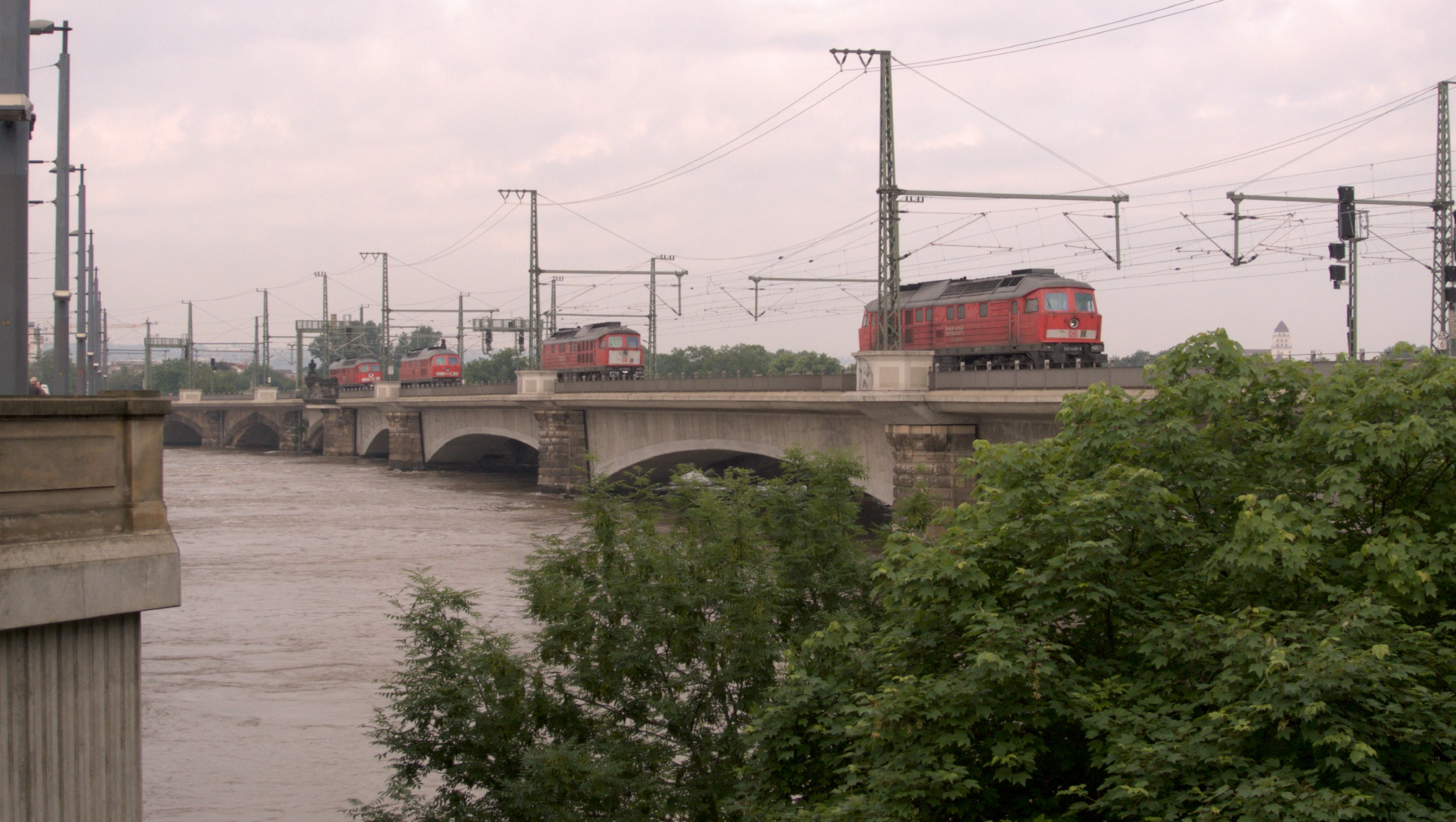
241 449 (vorn) und weitere Maschinen als Zusatzgewichte auf der Marienbrücke am 7. Juni 2013

Mehrere Lokomotiven aus der Baureihenfamilie 130 dienten während des Elbehochwassers 2013 als Ballast zur Sicherung der vom Hochwasser gefährdeten Dresdner Marienbrücke. Sie wurden über den Pfeilern auf deren angeströmter Seite positioniert.